# 율리우스 카이사르
가이우스 율리우스 카이사르(라틴어: Gaius Julius Caesar: 기원전 100년 7월 12일 ~ 기원전 44년 3월 15일) 또는 줄리어스 시저는 로마 공화국의 정치인, 장군, 작가이다. 그는 로마 공화국이 로마 제국으로 변화하는 데 중요한 역할을 하였다.
정치적으로 카이사르는 민중파의 노선에 섰다. 기원전 60년대 말에서 50년대에 이르기까지 그는 마르쿠스 리키니우스 크라수스, 그나이우스 폼페이우스 마그누스와 소위 제1차 삼두 정치라는 초법적 정치 연대를 이루어 수년간 로마 정계를 장악하였다. 이들 파벌은 자신들끼리 권력을 분점하고자 하여, 원로원 내에서 마르쿠스 포르키우스 카토, 마르쿠스 칼푸르니우스 비불루스 등 벌족파의 반대를 받았으며, 마르쿠스 툴리우스 키케로가 이에 가세하기도 하였다. 카이사르는 갈리아를 정복(기원전 58년 ~ 52년)하여 로마 제국의 영토를 북해까지 넓혔으며, 기원전 55년에는 로마인 처음으로 브리타니아 침공을 감행하였다. 이러한 공훈 덕분에 카이사르는 강력한 세력가로 입지를 굳혀 폼페이우스를 위협하게 되었으며, 카라이 전투에서 크라수스가 전사하면서 삼두정의 두 정치가 사이에 긴장이 높아졌다. 이렇듯 로마 정계가 재편되면서 카이사르와 폼페이우스는 서로 대치하게 되었으며, 폼페이우스는 원로원의 대의를 내세웠다. 카이사르는 자신의 군단으로 하여금 루비콘강을 건너게 하는 결단을 내려 기원전 48년에 내전이 일어났으며, 파르살루스 전투, 탑수스 전투 등에서 승리한 카이사르는 로마 세계에서 무소불위의 권력자로 등극하였다.
정권을 장악한 뒤 그는 로마의 사회와 정치에 광범위한 개혁을 실시하였다. 그는 공화정의 귀족 정치를 고도로 중앙집권화하였으며, 급기야 자신을 종신독재관으로 선언하였다. 기원전 44년 3월 15일에 마르쿠스 유니우스 브루투스가 이끄는 일군의 원로원 의원들이 공화정을 복고하고자 음모를 꾸며 카이사르를 암살하였다. 그러나 또 다시 내전이 일어났으며, 결국 카이사르의 양자인 가이우스 옥타비아누스가 영속적인 전제정을 성립하였다. 카이사르가 죽은 지 기원전 42년에, 원로원은 카이사르를 공식적으로 로마의 신으로 축성하였다. 따라서 그의 사후 그의 공식명칭은 신격 카이사르가 되었다(Divus Caesar). 또한 그 이후부터 로마 황제가 죽었을 경우 후임자가 그를 신격화시키는 것이 관례화되었다.
카이사르의 삶은 본인이 쓴 전쟁 기록(갈리아 전기, 내란기)을 통해 상당 부분 알려져 있으며, 정적임과 동시에 오랜 친구였던 키케로와의 서신과 그의 연설, 살루스티우스의 기록, 카툴루스의 시 등 당대의 다른 사료도 남아 있다. 또 아피아노스, 수에토니우스, 플루타르코스, 카시우스 디오, 스트라본 등 여러 후대 역사가들의 기록도 그의 삶에 대해 더욱 자세하게 서술하고 있다.

## 생애

### 유년기

#### 죽은 여자에게서 태어났다는 설
카이사르는 귀족인 율리우스 씨족 가문에서 태어났다. 율리우스 씨족은 베누스 여신의 아들이라는 전설상의 트로이아 왕자 아이네아스의 아들 율루스의 후손을 자칭하는 집안이었다. 그의 코그노멘(cognomen,가문 이름) "카이사르(Caisar)"도 대대로 물려받은 이름인데, 그 어원에 대해서는 크게 4가지 설이 있다. 대 플리니우스는 카이사르의 조상 가운데 제왕절개 수술로 태어난 사람이 있어서 ‘자궁에서 잘라온(ab utero caeso)’이란 뜻으로 카이사르라는 이름이 붙었다고 주장했다. 황제 역사(Historia Augusta)에는 다른 설명이 나오는데, 카이사르의 굵은 머리카락(caesaries)이나 밝은 회색 눈(oculis caesiis) 때문이라거나 혹은 그의 선조가 2차 포에니 전쟁에서의 전투 중 코끼리(무어말 caesai)를 죽였기 때문이라고 한다. 카이사르는 코끼리를 새긴 동전을 주조하였는데, 그가 자신의 이름에 대한 해석 가운데 코끼리와 관련된 해석을 좋아했다는 점을 암시한다. 한편 카이사르 자신이 제왕 절개 수술로 태어났다는 오해가 있는데, 이는 적어도 서기 10세기로 거슬러 올라간다. 율리우스 카이사르 이전에도 '카이사르'라는 이름을 지닌 사람이 있었으며, 카이사르의 시대에 제왕 절개 수술은 오직 죽은 여자에게만 실시하였는데, 카이사르의 어머니인 아우렐리아는 그를 낳고도 장수하였다.

#### 민중파 로마 정계 가문
율리우스 카이사르 가문은 유서깊은 계보를 지녔으나, 정치적으로 별다른 영향력이 없었으며, 가문에서 배출한 집정관 수도 세 명에 불과하였다. 카이사르의 아버지인 동명의 가이우스 율리우스 카이사르도 공화정에서 두 번째로 높은 법무관직까지 올랐으며, 아시아 속주 총독을 지냈는데, 아마도 매형이었던 가이우스 마리우스의 영향력 덕분이었을 것이다. 어머니 아우렐리아 코타는 여러 집정관을 배출한 영향력있는 가문 출신이었다. 또 카이사르의 가정 교사는 갈리아 출신의 웅변가이자 문법가인 마르쿠스 안토니우스 그니포였다. 카이사르는 누이가 둘 있었는데 모두 이름이 율리아였다. 카이사르의 유년기에 대해서는 자료가 거의 남아 있지 않은데, 수에토니우스나 플루타르코스의 카이사르 전기에 보면, 내용이 10대 때부터 시작하며, 두 책의 시작부는 모두 소실된 것으로 보인다.
카이사르의 유년기는 혼란한 시절이었다. 기원전 91년에서 88년 사이에 로마와 이탈리아 동맹국들이 로마 시민권 문제를 놓고 동맹국 전쟁을 벌였으며, 그러는 사이 폰토스의 미트리다테스 6세는 로마의 동부 속주를 위협하였다. 로마 정계는 벌족파(optimates)와 민중파(populares)로 갈라져 있었는데, 엄밀히 말해 두 파벌은 각자 공통적인 대의가 없어서 정당이나 정파와는 다르다. 벌족파는 원로원의 전통적이고 헌정상의 경로를 통해 정치적 목적을 추구하는 정치가들이었으며, 민중파는 전통적인 과정 대신 유권자에게 직접 호소하는 방식을 선호하는 정치가들이었다. 카이사르의 숙부인 마리우스는 민중파 정치인이었으며, 그의 부하였던 루키우스 코르넬리우스 술라는 벌족파였는데, 카이사르의 유년기 때 두 정치가의 대립으로 내전이 일어났다.

#### 술라의 원정과 민중파 마리우스 정권
마리우스와 술라 모두 동맹국 전쟁에서 두각을 드러내었다. 두 사람 모두 미트리다테스 정벌 전쟁에 지휘권을 원하였으나, 당초 술라가 지휘관으로 임명되었으나,, 호민관 푸블리우스 술피키우스 루푸스가 선거구 개혁과 미트라다테스 지휘권을 마리우스에게 넘기는 법안을 통과시켜버렸다.. 이후 폭동이 일어났고 로마에서 탈출한 술라는 로마로 진군하여 자신의 지휘권을 주장하며 술피키우스를 처형하고 마리우스파를 축출하였으나,, 술라가 원정을 떠난 사이에 마리우스가 임시로 모은 군대를 이끌고 돌아왔다.. 그와 그의 정치적 동맹자인 루키우스 코르넬리우스 킨나는 도시를 장악하고,, 술라를 공적(公適)으로 선언하였으며, 마리우스 군대는 술라 지지자들을 잔혹하게 복수하였다. 기원전 86년 초에 마리우스가 세상을 떠났으나,, 킨나를 중심으로 한 그의 지지자들이 계속 정권을 잡았다..

#### 고위직 사제로 오름
기원전 85년 어느날 아침에 카이사르의 아버지가 신발을 신는 중에 별다른 이유도 없이 갑자기 죽자 카이사르는 16살의 나이에 가장이 되었다. 이듬해 그는 유피테르의 고위 사제인 플라멘 디알리스(Flamen Dialis)로 지명되었는데, 전임자인 메룰라가 마리우스의 숙청 당시 죽었기 때문이었다. 이 사제직에 오르는 사람은 귀족일 뿐 아니라 귀족과 결혼한 사람이어야 하기 때문에, 그는 기사 출신 가문의 평민 여자인 코수티아(Cossutia)와 어릴 때 맺은 약혼을 파기하고, 당시 민중파의 영수였던 킨나의 딸 코르넬리아와 결혼하였다.

#### 사면된 마리우스의 처조카 신분
이때 미트라다테스와 협정을 맺었던 술라가 돌아와 마리우스 지지자들에 대항한 내전을 종결하였다. 이탈리아 전역에서 작전을 수행한 뒤 그는 기원전 82년 11월 1일에 콜리나 대문의 전투로 로마를 장악하였다. 그는 스스로를 독재관에 임명하였는데, 전통적으로 6개월 동안 단 한 번 재직하는 독재관직과 달리 술라의 독재관직에는 임기 제한이 없었다. 마리우스의 상은 모두 파괴되었으며, 마리우스의 시신은 무덤에서 파내어 부관참시되어 티베리스 강에 던져졌다. 당시 킨나는 항명을 일으킨 자신의 병사들에게 이미 살해된 상황이었다. 술라의 처벌자 명단 공개로 그의 정적 수 백명이 죽거나 추방되었다. 마리우스의 처조카이자 킨나의 사위였던 카이사르 역시 명단에 올랐다. 그는 자신의 유산과 사제직, 아내의 지참금 덕분에 처형을 면하였으나, 아내 코르넬리아와 이혼하기를 거부하여 잠적하는 수밖에 없었다. 술라파가 있던 모계쪽 집안과 베스타 여사제의 관여 덕분에 그에 대한 위협은 취소되었다. 술라는 망설이며 결국 사면에 승낙하였는데, 카이사르 속에 수많은 마리우스가 있음을 보았노라고 말한 바 있다.

### 청년 시절
도주했던 카이사르는 로마로 돌아오는 대신 군 입대를 택하여, 아시아 속주에서는 마르쿠스 미누키우스 테르무스 휘하에서, 킬리키아에서는 세르빌리우스 이사우리쿠스 밑에서 복무하였다. 역설적으로 카이사르가 군 경력을 쌓을 수 있었던 연유는 사제직을 잃은 덕분이었는데, 플라멘 디알리스 사제는 말을 만지거나 자신의 침대가 아닌 곳에서 사흘 밤을 자거나 로마 바깥에서 하룻밤을 자거나 군대를 보는 것이 허용되지 않았기 때문이었다. 그는 미틸리니 공성전에서 공을 세워 시민관을 수여받았다. 비튀니아 임금 니코메데스 4세의 함대를 확보하는 임무를 맡던 중 카이사르는 궁정에서 오랜 시간을 보내어 왕과 동성애 염문이 돌았으며, 이후에도 이 소문은 계속 그를 따라다녔다.
기원전 80년, 독재관에 오른 지 2년 만에 술라는 사임하고, 다시 집정관제를 복원하였으며, 집정관에 재직한 뒤 정계에서 은퇴하여 사인(私人)으로 물러났다. 나중에 카이사르는 술라가 독재관직을 포기한 일을 두고 "술라는 정치의 가나다도 모른다"고 비웃었다. 2년 뒤인 기원전 78년에 술라는 세상을 떠났으며, 국장이 열렸다. 술라의 사망 소식을 들은 카이사르는 로마에 돌아와도 안전하겠다는 생각을 하였다. 유산을 몰수당한 터라 재산이 없던 카이사르는 로마 시에서 하층민들이 사는 수부라에 평범한 집을 얻었다. 그가 로마로 돌아올 때 반술라파인 마르쿠스 아이밀리우스 레피두스가 반란을 시도하였으나, 레피두스의 지도력을 신뢰하지 않은 카이사르는 이에 가담하지 않았다. 대신에 그는 변호사로 나섰다. 그는 빼어난 웅변에다 인상적인 제스처와 높은 목소리를 갖추었으며, 금품 강요와 부패로 악명 높던 전직 총독들을 가차없이 고발하여 유명해졌다. 키케로도 그를 칭찬하며 "이제 나와보라, 어느 웅변가가 그대를 능가하겠는가?"라고 말한 바 있다. 수사학을 완성하기 위해 기원전 75년에 그는 로도스섬으로 유학하여 일전에 키케로를 가르친 바 있는 아폴로니우스 몰론 밑에서 공부하였다.
에게해를 지나던 중, 카이사르는 킬리키아 해적에 잡혀, 도데카니사 제도의 파르마쿠사 섬에 갇히게 되었다. 잡혀있는 동안 카이사르는 거만한 태도로 일관하였다. 카이사르는 포로로 잡혀있을 때 해적들을 십자가형에 처하겠다고 공언하였는데, 해적들은 이 말을 농담으로 받아들였다. 해적들이 그의 몸값을 은 20 탈란톤으로 잡자, 카이사르는 50 탈란톤을 요구하라고 고집하였다. 몸값이 지불되자 카이사르는 배를 모아 해적들을 추적해 잡았으며, 이들을 페르가몬에 투옥시켰다. 아시아 총독 마르쿠스 융크투스는 카이사르의 요구대로 이들을 처형하길 거부하고 해적들을 노예로 팔고 싶어하였다. 그러나 카이사르는 해안으로 돌아가 자신의 권리에 따라 이들을 십자가형에 처하였다. 그런 다음 로도스로 갔으나, 곧 아시아에서 군사 작전에 불려갔으며, 폰토스의 침략을 막고자 보조군을 모병하였다.
로마로 돌아오는 중에 그는 쿠르수스 호노룸의 첫 단계인 군사 참모(military tribune)로 선출되었다. 이 시기에 스파르타쿠스 전쟁이 일어났는데(기원전 73~71년), 카이사르가 이때 어떤 역할을 했는지는 기록되지 않았으나 이에 관여했다. 기원전 69년에 그는 재무관에 선출되었으며, 그 해에 마리우스의 미망인이었던 고모 율리아의 장례식 연설을 하였는데, 장례 중에 (술라 집권 이후로 볼 수 없었던) 마리우스의 상을 전시하였다. 그의 아내 코르넬리아도 같은 해에 세상을 떠났다. 기원전 69년 봄 혹은 초여름에 장례가 끝나고 카이사르는 히스파니아의 안티스티우스 베투스 휘하에서 재무관직을 수행하였다. 이곳에서 그는 알렉산드로스 대왕의 상을 보고는 알렉산드로스가 세계를 제패할 때와 같은 나이에 자신은 이룬 것도 없다는데 불만을 느끼며 깨달음을 얻었다. 그는 재무관직 조기 해임을 요청하여 승인받고 로마 정계로 돌아왔다. 기원전 67년에 돌아와서, 그는 술라의 손녀인 폼페이아와 결혼하였다. 그는 조영관으로 선출되어 마리우스의 승전 기념비를 복구하였는데, 이는 술라파가 아직 정권을 잡고 있는 상황에서 물의를 빚었다. 그는 또 술라의 재산 몰수로 이익을 봤던 사람들을 기소하였으며, 공공 사업과 경기에 막대한 돈을 빌려 써서 동료 조영관 마르쿠스 칼푸르니우스 비불루스보다 명성을 얻었다. 그리고 카이사르는 두 차례 반란 모의에 연루된 혐의를 받기도 하였다.

### 정계에서 두각을 드러내다

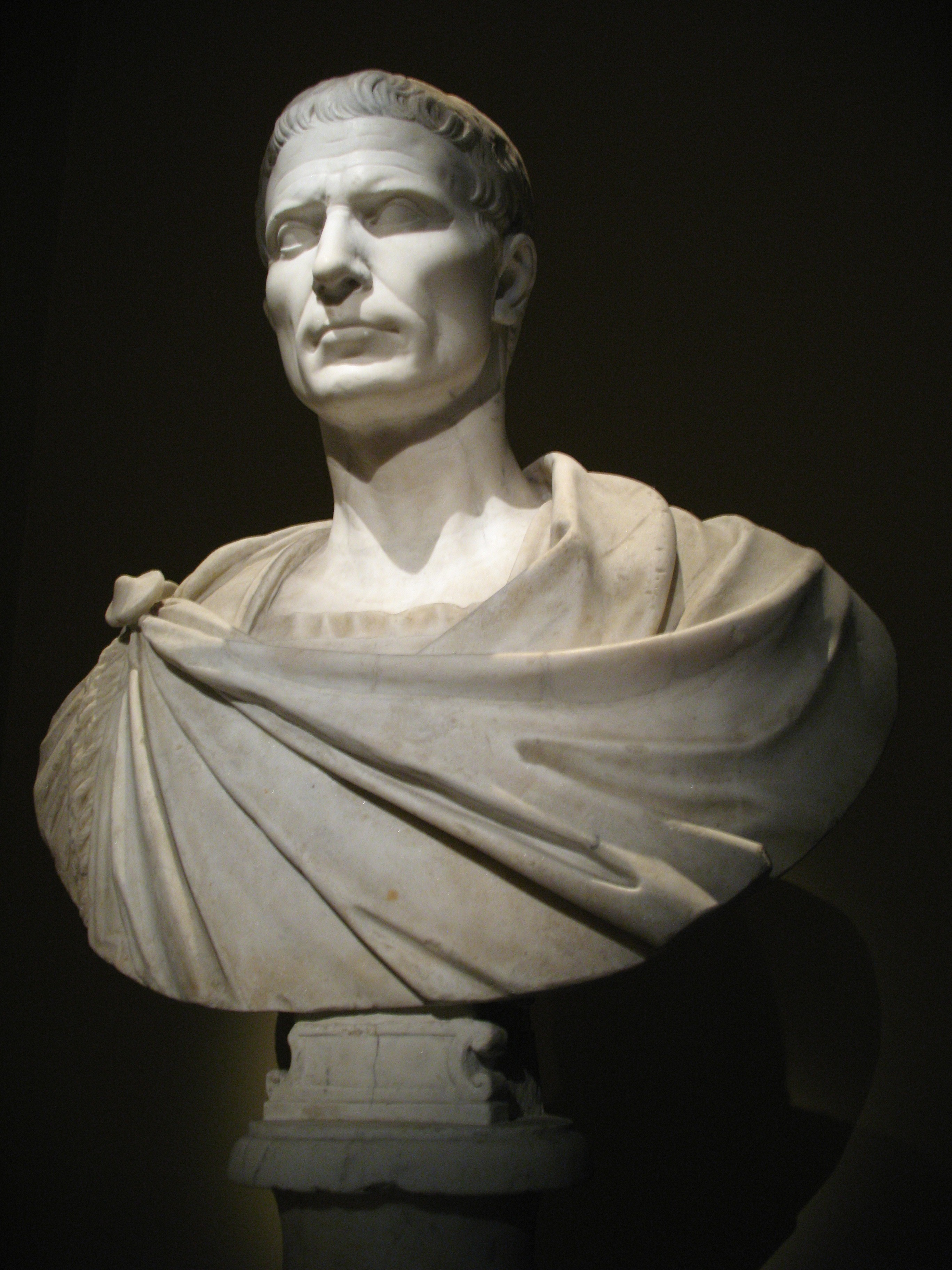
빈의 예술사 박물관에 있는 카이사르 흉상.

기원전 63년은 카이사르에게 파란 많은 해였다. 그는 호민관 티투스 라비에누스를 설득하여 벌족파 원로원 의원 가이우스 라비리우스에게 37년 전에 원로원 비상 결의로 호민관 루키우스 아풀레이우스 사투르니누스를 살해한 혐의로 기소하고 자신을 이 사건을 심리할 두 재판관 가운데 한 사람으로 임명하게 하였다. 키케로와 퀸투스 호르텐시우스가 라비리우스의 변호를 맡았으나, 그는 대역죄(perduellio)로 유죄를 선고받았다. 그는 인민에게 청원할 자신의 권리를 행사하였으나 법무관 퀸투스 카이킬리우스 메텔루스 켈레르가 야니쿨룸 언덕에 군기를 내려 민회를 산회시켰다. 라비에누스는 다음 회기에 기소를 재청할 수 있었으나, 카이사르의 지시로 재청하지 않아 이 문제는 중지될 수 있었다. 카이사르의 목적은 라비리우스 개인이 아니라, 집정관들이 민회에 대한 상소권도 무시한 채 이른바 국가의 적들을 처형할 때 휘둘러온 원로원 비상 결의의 정당성을 공격하려는 것이었다. 덕분에 그는 원로원을 장악하고 있던 주류 세력들이 카이사르와 같은 민중파 정적들에 대하여 궁극적인 방호책으로 삼았던 비상 결의에 반대 여론을 집중시킬 수 있었다. 라비에누스는 이후 십 년간 카이사르의 중요한 친구가 되었다.
술라가 임명했던 퀸투스 카이킬리우스 메텔루스 피우스가 그 해에 죽자 카이사르는 로마 국가 종교의 수장인 대신관직 선거에 출마하였다. 그에게는 강력한 벌족파 경쟁 후보 두 사람이 있었는데, 집정관을 지낸 퀸투스 루타티우스 카툴루스와 푸블리우스 세르빌리우스 바티아 이사우리쿠스였다. 후보들은 서로에게 뇌물 수수 혐의로 고발하였다. 선거일 아침에 카이사르는 어머니에게 자신이 돌아올 때면 대신관에 당선되어 있거나 아니면 아무것도 없을 것이라고 말하였는데, 선거 운동으로 막대한 빚을 져서 추방되리라고 예상했기 때문이었다. 경쟁 후보들은 뛰어난 경험과 지위를 가졌지만 카이사르가 무난히 당선되었는데, 아마도 두 경쟁 후보가 서로 표를 잠식했기 때문이었을 것이다. 대신관은 신성로(Via Sacra)에 관저가 있었다.
그 해 집정관이었던 키케로는 공화국을 장악하려는 카틸리나의 음모를 알렸으며, 카툴루스 등은 카이사르가 이 음모와 연관이 있다고 고발하였다. 다음 해 법무관으로 선출되었던 카이사르는 이 음모 연루 문제 처리를 놓고 벌어진 원로원 회의에 참석하였다. 회의 중에 카이사르는 쪽지를 받았다. 그러자 카이사르의 정적인 마르쿠스 포르키우스 카토는 카이사르가 음모자들과 서신을 주고받았다며 그 쪽지를 크게 읽도록 요구하였다. 카이사르는 카토에게 쪽지를 넘겨주었는데, 당황스럽게도 그 쪽지는 카토의 의붓누이인 세르빌리아에게서 온 연애 편지였다. 반역 음모자를 사형에 처하자는 의견에 대해 카이사르는 설득력 있게 반박하면서 종신 징역에 처할 것을 제안하였으나, 카토의 연설로 결국 음모자들은 처형되었다. 다음 해 이 반란 음모 사건을 조사하기 위해 위원회가 구성되었으며, 카이사르는 다시 공범 혐의로 고발되었다. 그러나 키케로는 카이사르가 이 음모에 대해 알고 있는 것을 스스로 보고한 적이 있다고 증언하여 문제가 풀렸으며, 고발자 가운데 한 사람과 또 위원회 위원 한 사람이 구금되었다.
기원전 62년에 법무관이었던 카이사르는 당시 호민관이었던 메텔루스 켈레르가 논쟁적인 입법 제안에 지지하였으며, 두 사람은 매우 완고하여 원로원에서 이들을 직무 정지에 처하였다. 카이사르는 계속 법무관직을 수행하고자 하였는데, 폭력에 호소하는 수밖에 없었다. 카이사르가 자신을 지지하는 대중 시위를 진정시키자 원로원은 그를 복직시키기로 하였다.
그 해에 보나 데아(Bona Dea, "선한 여신") 제사가 카이사르의 관저에서 열렸다. 이 제사에는 남성이 출입할 수 없었으나, 푸블리우스 클로디우스 풀케르라는 젊은 귀족 청년이 여자로 변장하고 몰래 입회하려고 하였는데, 이는 카이사르의 아내인 폼페이아를 유혹할 목적이 분명하였다. 그는 잡혀서 신성 모독죄로 기소되었다. 재판에서 카이사르는 로마의 유력 가문인 클라우디우스 가문을 거스르지 않고자 클로디우스에게 불리한 증거를 제출하지 않았으며, 클로디우스는 막대한 뇌물과 협박으로 석방되었다. 그러나 카이사르는 "내 아내는 어떤 의심도 받아서는 안 된다"면서 폼페이아와 이혼하였다.
법무관직을 수행한 뒤 카이사르는 히스파니아 울테리오르(이베리아 바깥) 속주 총독으로 임명되었으나, 아직도 상당한 빚을 지고 있던 터라 로마를 떠나기 전에 빚쟁이들을 설득해야 하였다. 그는 로마의 갑부인 마르쿠스 리키니우스 크라수스의 도움을 받았다. 폼페이우스에 반대하는 자신을 지지하는 대가로 크라수스는 카이사르의 빚 일부를 지불하고, 나머지 빚에는 보증을 서 주었다. 그렇게 하고도 카이사르의 법무관 임기가 끝나 일반 시민 지위가 되면 빚 때무에 기소될 수 있었기 때문에 그는 임기가 끝나기도 전에 속주로 떠났다. 히스파니아에서 그는 칼라이키족과 루시타니족을 정복하여 그의 군대에게서 임페라토르(최고 군사령관)로 환호받았으며, 채무 관련 법을 개혁하고, 매우 존경을 받으며 총독직을 마쳤다.
'임페라토르'로 경례를 받으면서 카이사르는 개선식을 할 수 있게 되었다. 그러나 그는 공화정 최고위직인 집정관직에 출마하길 원하였다. 만일 그가 개선식을 열려면, 행사 전까지 군인 신분으로서 도시 바깥에서 대기해야 하는데, 선거에 입후보하려면 사령관직에서 이임하고 일반 시민 신분으로 로마에 들어와야 했다. 결국 그는 개선식과 선거 출마를 동시에 할 수 없었다. 그는 원로원에 부재중 출마 허가를 요청하였으나, 카토가 이를 막았다. 두가지 사이에서 카이사르는 집정관직을 선택하였다.

## 첫 집정관 재직과 삼두 정치
집정관 선거에 카이사르, 마르쿠스 칼푸르니우스 비불루스(몇 년 전에 카이사르와 함께 조영관직을 맡은 바 있다), 루키우스 루케이우스 세 후보가 출마하였다. 선거는 깨끗하지 못했다. 카이사르는 키케로에게 지지를 청하였으며 부유한 루케이우스와 제휴하였으나, 체제의 주류 세력은 보수파인 비불루스를 밀어주었으며, 청렴하기로 유명했던 카토조차도 그를 지지하여 뇌물을 썼다고 한다. 카이사르와 비불루스는 기원전 59년에 임직하는 집정관으로 당선되었다.
카이사르는 이미 크라수스에게 정치적인 빚을 지고 있긴 하였으나, 폼페이우스에게도 손을 내밀었는데, 그는 자신의 퇴역병에게 준 동방의 정착지와 농지를 원로원에서 비준받기 위해 싸우고 있었으나 성과를 얻지 못한 상황이었다. 폼페이우스와 크라수스는 기원전 70년에 함께 집정관직을 역임한 이래 적대 관계였으며, 카이사르는 만약 자신이 한쪽과 손을 잡으면 다른 한쪽의 지지를 잃으리란 것을 알고 있었으므로 두 사람을 화해하고자 하였다. 카이사르, 폼페이우스, 크라수스 세 사람은 충분한 자금과 더불어 공공 사업을 장악할 정치적 영향력을 갖추고 있었다. 이들의 비공식적 정치 제휴를 제1차 삼두 정치라고 하는데, 카이사르의 딸인 율리아와 폼페이우스가 결혼하면서 공고해졌다. 카이사르는 재혼하였는데, 이번 배우자는 다음 해 집정관으로 당선된 루키우스 칼푸르니우스 피소 카이소니누스의 딸인 칼푸르니아였다.
집정관에 취임하자 카이사르는 현대의 신문격인 악타 디우르나(Acta Diurna)를 광장에 붙였다. 악타 디우르나로 원로원과 민회의 의사록이 그대로 민중에 공개됨으로써 민중파인 카이사르의 입지는 더욱 강해졌다. 또한 공직자가 1만 세스테르티우스 이상의 선물을 받지 못하게 하는 율리우스 레페르토리(공직자 윤리에 관한 율리우스 판례법)을 제정하여 공직 생활의 정화를 도모하였다. 카이사르는 빈민에게 공유지를 재분배하는 농지법(lex iulia de agraria)을 제안하였는데, 그라쿠스 형제가 제출하려했던 농지법과 거의 같은 것이었다. 그 내용은 다음과 같다.
1. 국유지 임차권은 상속할 수 있으나 20년동안 남에게 양도할 수 없다.
2. 국유지 임차 신청자격은 폼페이우스와 5년 종군한 자와 3명의 자녀를 둔 무산자로 정한다.
3. 250헥타르 이상 부정 임차지를 환수하는 비용은 폼페이우스가 미트라다테스 전쟁 후 국고에 납입한 2억 세스테르티우스로 한다.
4. 부정 임차지 반환에 따른 보상금 액수는 재무관이 결정한다.
5. 임차 농지 재분배는 20명의 상설위원으로 구성하고 법안 제출자는 그 위원회에 참여하지 않는다.

카이사르는 그라쿠스 형제와는 달리 기존체제에서 개혁을 실시하려 했기 때문에 보수파를 회유하려는 시도를 했으나 보수파의 강한 반대를 받았다. 그러나 카이사르는 삼두의 강력한 힘을 이용했다. 삼두의 일파인 폼페이우스는 필요할 경우 무력도 불사하며 지지했으며, 크라수스도 마찬가지로 지지하여 삼두 정치가 사람들에게 알려지게 되었다. 폼페이우스가 불러들인 그의 병사들이 도시에 운집하였으며, 삼두정의 반대자들을 위협하였다. 비불루스는 불길한 전조(前兆)가 있었다고 선언하여 법을 무효화하려 시도하였으나, 카이사르의 무장 지지자들이 그를 포룸에서 쫓아내 버렸다. 비불루스의 릭토르(lictor)들이 들고 다니는 속간은 부러졌으며, 그와 함께 있던 호민관 두 사람이 다쳤고 비불루스 자신도 똥 한 바가지를 뒤집어썼다. 신변에 위험을 느낀 그는 집으로 물러나 그 해 내내 틀어박혀 지내다가 이따금 나쁜 전조를 선언하였다. 이렇듯 카이사르의 입법을 방해하려는 시도는 별 소용이 없었다. 로마의 풍자가들은 이때부터 그 해를 "율리우스와 카이사르가 집정관이었던 해"라고 불렀다.
카이사르와 비불루스가 처음 선출되었을 때, 귀족들은 카이사르가 집정관 임기를 마친 다음 해에 맡을 전임 집정관 자리로 속주 총독직 대신 이탈리아의 목초지와 숲을 맡겨서 장래에 그의 권력에 제약을 두고자 하였다. 그러나 피소와 폼페이우스의 도움으로 나중에 이 조치는 취소되고 삼두 정치가 입법시킨 '바티니우스 법'에 따라 카이사르는 갈리아 키살피나 속주(이탈리아 북부)와 일리리쿰(발칸 반도 서부)의 총독으로 임명하였으며, 나중에는 갈리아 트란살피나 속주도 맡겼고 그에게 4개 군단을 주었다. 집정관 임기를 마치고 그가 맡을 전임 집정관 임기는 단 1년이 아니라 5년으로 정해졌으며, 이 기간 동안 그는 법정 기소가 면제되었다. 카이사르는 푸블리카누스의 속주세 예납제도를 폐지하여 속주세의 공정성을 실현하였다. 또한 폼페이우스가 정복한로마세계의 동방을 재편성하는 법안을 가결시키고 게르만족의 수령 아리오비스투스와 이집트의 왕 프톨레마이오스 12세를 '로마인의 친구이자 동맹자'(socius e amicus populi romani)로 임명했다. 당시 프톨레마이오스 12세는 이집트에서 쫓겨난 상태였으므로 카이사르는 폼페이우스의 부하인 가비니우스를 파견하여 그를 왕위에 복귀시켰다. 카이사르는 이에 대한 보상으로 3천 탈렌트를 받았으나 크라수스에게 진 빚을 갚기 위해 이 돈의 절반을 써야했다. 집정관 임기가 끝나자 카이사르는 변칙적으로 정한 직무 때문에 기소되는 것을 가까스로 피하고 서둘러 임지로 떠났다.

## 갈리아 정복

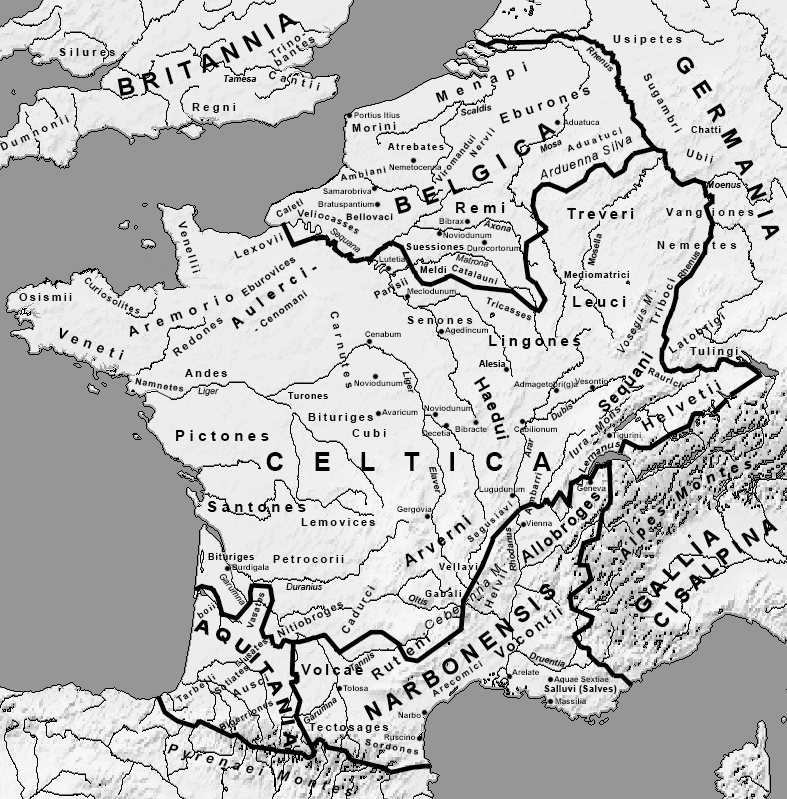
갈리아

카이사르는 여전히 많은 빚을 지고 있었는데, 속주 총독은 착취 나 위험한 군사 원정으로 돈을 벌 수 있었다. 카이사르는 휘하에 4개 군단이 있었으며, 임지 중 두 곳 일리리쿰과 갈리아 나르보넨시스는 북방의 미정복지와 접경하고 있는데, 이곳의 독자적인 갈리아인들은 불안정한 상태로 알려져 있었다. 로마의 동맹인 갈리아의 하이두이족(Haedui)은 전에 하이두이의 땅을 정복하고 정착한 아리오비스투스가 이끄는 게르마니아의 수에비족(Suebi) 분견대의 도움을 받은 다른 갈리아 부족에게 패하였으며, 헬베티족이 이주를 위해 대규모로 이동하면서 로마인들이 우려하던 상황이었다. 카이사르는 새로이 두 군단을 조직하고, 프로빈키아 통과를 요청한 헬베티족의 요구를 거절했다. 헬베티족은 하이두이족의 승인을 얻고 그들의 영토를 통과하려 했으나 다툼이 벌어졌고 이에 하이두이족은 헬베티족을 적대하며 동맹국인 로마에게 도움을 청했다. 이때 하이두이족의 족장 둠노릭스는 헬베티족과 연락을 취하다 카이사르에게 발각되었다. 카이사르는 그의 형이자 하이두이족의 족장 디비키아쿠스가 동생을 대신해 용서를 바라자 둠노릭스를 용서했다. 카이사르는 손 강에서 헬베티족을 기습공격했고 큰 손실을 입은 헬베티족은 디비코라는 강화사절을 보냈으나 그는 카이사르가 요구한 인질제공을 거부하여 회담은 결렬되었다. 이후 카이사르와 헬베티족은 비브락테 전투에서 맞붙었다. 헬베티족은 밀집대형으로 진격하였지만 로마군이 투창공격을 퍼붓자 방패에 창이 박혀 방패를 버리고 싸워 크게 손실을 입었다. 보이족과 툴링기족이 곧 로마군을 공격했으나 제1열을 헬베티족과 싸우게 하고 제2열은 보이족과 툴링기족과 대적하게 했다. 이렇게 한바탕 치열한 전투에 이루어지고 결국 카이사르가 헬배티족을 격파했다. 카이사르는 헬베티족에게 헬베티아로 돌아갈 것을 요구했고 이것이 이루어지자 승자의 권리를 행사하지 않았다.
갈리아인들의 요청에 따라 게르만족과 대적하게 되자 수에비족의 수령 아리오비스투스와 협상을 시도했다. 그때 로마군에서 게르만인에 대한 공포가 퍼졌으나 카이사르는 몸소 연설로 로마군의 전투 의지를 되찾게 했다. 카이사르는 제10군단을 이끌고 아리오비스투스와 브장송에서 직접 만나 회담을 했고 그 협상은 게르만인들의 도발행위로 인해 결렬되었다. 이후 카이사르는 사절을 보냈으나 그들이 아리오비스투스에게 사로잡히자 그와 전투를 벌였다. 아리오비스투스는 전투에서 질것이라는 게르만 여인의 점에 따라 전투를 바라지 않았다. 카이사르는 적군포로를 심문하여 이 사실을 알아내었고 게르만인들의 전투의욕이 적음을 이용하기로 했다. 카이사르는 게르만족을 더 과감하게 공격했고 아리오비스투스는 어쩔수없이 로마군과의 회전을 준비했다. 게르만족은 배후에 아녀자가 탄 마차를 포진시켰다. 전투는 치열하게 전개되었다. 로마군 우익은 적군의 공격을 버텨냈으나 좌익은 적군의 수적우세에 밀리고 있었다. 카이사르가 아끼는 부하이자 크라수스의 아들인 푸블리우스 크라수스는 전투에 동원되지 않는 제3열 군사를 이끌고 좌익을 지원했다. 힘을 얻은 로마군의 공격에 게르만족은 다수가 죽고 아리오비스투스는 게르마니아으로 달아났다. 게르만인들의 배후에 강이 있었기 때문에 대다수의 게르만족이 죽거나 아리오비스투스를 비롯한 소수의 요인들만이 전장을 탈출할 수 있었다. 아리오비스투스의 두 아내와 한 딸은 죽고 다른 딸들은 사로잡혔다. 이 해의 모든 전투를 끝내고 겨울에는 세콰니족 영토로 군대를 물렸는데 이는 즉 카이사르가 갈리아 나르보넨시스 바깥 영토에 관심을 둔 것이 일시적이지 않다는 뜻이었다.
겨울 동안 갈리아 키살피나에서 신규로 2개 군단을 또 편성하여, 임기 2년째에 카이사르는 처음보다 배가된 군사력을 갖추었다. 이런 자의적인 군 편성은 적법성이 의심스러웠는데, 키살피나 갈리아인은 로마 시민이 아니었기 대문이었다. 작년 카이사르의 군사 활동에 대응하여 갈리아 북동부의 벨가이 부족들이 무장을 시작하였다. 카이사르는 이를 공격적인 행동으로 받아들였으며, 이와중에 레미족은 반군들을 배신하고 카이사르와 동맹을 맺었다. 수에시오네스족장 갈바를 중심으로 통합된 벨가이 동맹군 29만명은 레미족의 영토에 주둔하고 있던 카이사르와 레미족을 향해 귀갑대형을 이루고 진격해왔다. 로마군 진영 근처에 비브락스(Bibrax)라는 이름의 레미족 도시가 있어 벨가이군은 이 도시를 습격했으나 점령하지 못했다. 하지만 비브락스의 상황이 위급해지자 카이사르는 누미디아인과 크레타인으로 구성된 궁수들과 발레아레스 투석병을 비브락스에 구원병으로 보냈다. 벨가이군은 이들의 구원에 힘을 얻은 레미족의 거센 반격에 공성을 중단하고 로마군 진지를 공격했다. 로마군 진영은 강을 끼고 두편으로 나뉘어 있었는데 벨가이인의 공격을 받는 쪽은 카이사르가 직접 지휘했고 강 건너편의 지휘는 사비누스가 맡았다. 벨가이군은 강을 건너 사비누스를 공격하려 했지만 카이사르는 진지 안에 있던 다리를 건너 강 건너편에서 접근해오는 적과 싸웠다. 로마군은 물속에서 움직임이 둔해진 벨가이군을 무찔렀다. 벨가이인들은 패전소식과 식량부족에 통합된 벨가이 병력을 각 부족으로 돌려보내기로 했다. 각 부족으로의 귀환은 소란스러운 것이 패주에 가까워 벨가이인들은 카이사르가 보낸 기병대의 공격을 받고 다시 크게 전사자를 내었다.
카이사르는 적군 연합부대를 크게 격파하자 차차 각 부족을 하나씩 정복하였다. 우선 수에시오네스족을 격퇴하고 벨로바키족과 암바니아족과 강화를 맺었다. 벨로바키족은 부족내의 반로마파가 모두 브리타니아에 도망쳐 버렸다고 주장했다. 로마군은 이어 벨가이에서 가장 강한 전사들을 가진 네르비족과 싸우게 되었다. 그들은 매복해 있었으며 로마군의 군량수송부대에 첩자를 두었다. 카이사르가 그들의 영토에 도착하자 기습공격을 하여 로마군의 허를 찔렀다. 로마 기병대는 이미 격파되었고 카이사르도 한번에 여러 조치를 취해야 했지만 로마군은 카이사르의 명령이 떨어지기도 전에 빠르게 전투를 시작했다. 로마군의 제9군단과 제10군단은 좌익에 포진해 있다가 아트레바테스족을 쳐부수었고 제11군단과 제8군단은 우익에서 비로만두이족을 격파했지만 로마군 중앙의 제12군단과 제7군단은 좌우익이 빠져나가 노출된 곳에서 보두오그나투스가 이끄는 네르비족의 공격을 받았다. 카이사르는 중앙의 병사들 간의 대열이 좁아 전투에 방해가 됨을 알아차리고 대열을 넓힐 것을 명령했다. 방진을 짤것을 지시했고 로마군은 측면과 배후에서 공격해오는 적을 막아낼 수 있었다. 라비에누스가 제10군단을 보내 이들을 지원하러 오자 네르비족은 열세에 빠지기 시작했다. 결국 로마군의 승리로 끝난 이 전투로 네르비족의 전투력은 궤멸되었고 카이사르는 이들에게 볼모제공을 요구하지 않았다. 이어 아투아투키족의 수도인 아투아투카를 공격했고 로마군의 공성기에 놀란 아투아투키족은 항복했다. 카이사르는 그들에게 무기를 버릴 것을 요구했고 아투아투카의 전체 무기 중 삼분의 일 가량만 버려졌다. 아투아투키족은 남은 무기를 들고 로마군을 기습했으나 4000명의 전사자를 내고 패하였다. 카이사르는 5만명이나 되는 아투아투카 주민들을 모두 노예로 팔아넘겼다. 카이사르의 공적에 로마 원로원은 지금까지 유례가 없던 15일 감사제를 올렸다. 그러는 사이 크라수스의 아들 푸블리우스가 지휘하는 1개 군단이 아르모리카 반도(Armorica)의 부족들을 정복하는 작전을 개시하였다.
기원전 56년 봄에 삼두 정치 인사들은 갈리아 키살피나의 루카에서 회합을 열어 만났다. 로마는 혼란에 빠져 있었으며, 클로디우스의 민중 선동으로 크라수스와 폼페이우스의 사이가 나빠진 상황이었다. 회의에서 삼두 정치를 갱신하고, 카이사르의 전임 집정관(총독) 임기를 5년 더 늘렸다. 크라수스와 폼페이우스는 다시 집정관에 오르기로 하고 이후에는 카이사르처럼 장기 전임 집정관직을 맡기로 하여, 임기를 5년으로 크라수스는 시리아를, 폼페이우스는 히스파니아 속주를 맡는 것으로 정하였다. 아르모리카 정복은 카이사르의 부하 데키무스 브루투스가 베네티족을 해전에서 무찔르면서 완수하였으며, 젊은 푸블리우스 크라수스는 갈리아 남서부의 아퀴타니족을 정복하였다. 기원전 56년에 군사 작전을 종결하면서, 해안 저지의 모리니족(Morini)과 메나피이족(Menapii)만 저항하였다.
기원전 55년 카이사르는 게르마니아의 최강의 부족 수에비족에게 밀려 갈리아를 침략한 게르마니아의 우시페테스족(Usipetes)과 텡크테리족(Tencteri) 문제를 교섭으로 해결하고자 했다. 카이사르는 이들에게 우비족(카이사르와 동맹을 맺은 게르만 부족)의 영토를 제공할 것이니 갈리아를 떠나라고 요구했다. 두 게르만 부족은 그 제안을 고려할 것이니 사흘간의 여유를 줄것을 간청했고, 카이사르는 이것이 게르만인의 기병대가 아직 갈리아에 도착하지 않았기 때문에 그들이 도착할 때까지 시간을 벌려는 수작이라고 생각했다. 카이사르는 물을 보급해야 한다면서 군대를 조금만 전진시키겠다고 말했다. 그가 말한대로 카이사르는 로마군 기병대를 전진시켜 그들에게 게르만인들의 정확한 의도를 알아오게 했다. 게르만 기병의 급습을 받아 기병을 74기나 잃었다. 게다가 이 희생자 중에 피소라는 이름의 카이사르의 갈리아인 친구가 있었다. 교섭이 깨졌다고 판단한 카이사르는 게르만인들을 공격했고, 병력이 43만명이나 되는 두 부족은 전의를 잃고 대부분이 죽거나 일부가 게르마니아로 달아났다. 카이사르는 이들을 추격하여 라인강에 가교를 건설하고, 게르마니아 영토에 진입하여 무력 시위를 하였으며 돌아올 때 다리를 해체하였다.
이 전투가 로마에 전해지자 카토는 카이사르가 강화교섭이 진행되는 상태에서 게르만인을 기습한 것은 부당한 처사이고 따라서 카이사르를 게르만족에게 보내야 한다고 주장했으나 받아들여지지 않았다. 그 해 늦여름에 모리니족과 메나피이족을 정복하면서 브리타니아 섬(오늘날의 브리튼)에 건너가서 기원전 57년에 벨로바키의 반로마파가 브리타니아에 달아났으며 지난 해에 브리타니아 사람들이 베네티족을 도왔다고 주장하였다. 그는 이 섬에 대해 잘 몰랐으며, 켄트에 상륙 거점을 얻어 어렵게 브리타니아인을 격파하였으나 기병대가 도착하지 못하여 패주하는 적을 추격하지 못했다. 또한 배가 파손되어 이를 복구해야 했기 때문에 더 나아갈 수 없어서 겨울에 갈리아로 돌아갔다. 다만 브리타니아인들을 다시 격파하고 강화를 맺은 다음, 인질을 요구하여 이들을 갈리아로 보내겠다고 하여 브리타니아를 떠나는 명분을 명확히 했다.
이듬해 그는 더욱 준비하고 더 많은 군대를 이끌고 브리타니아에 돌아왔으며 더 많은 성과를 거두었다. 그는 내륙으로 진격하였으며, 트리노반테스족(Trinovantes)의 만두브라키우스 왕과 동맹을 맺고, 그의 적이자 브리타니아 연합군 총사령관인 카시벨라우누스와 전투를 벌였다. 카시벨라우누스는 부족간의 전투에서 명성을 얻은 자로 카이사르의 로마군이 생각보다 강한 것을 알자 게릴라전을 벌였다. 카이사르는 통상적인 것과 다르게 기병을 먼저 보내지 않고 보병과 같이 진격시키게 하여 브리타니아인의 기습공격을 막아내고 곧 반격해 그들을 격파했다. 카이사르가 카시벨라우누스의 본거지를 공격하자 카시벨라우누스는 게릴라전을 벌였으나 로마군을 격퇴하지 못했다. 결국 브리타니아인들은 본거지에서 로마군에게 패하였고 카시벨라우누스는 카이사르에게 항복했다.
그러나 갈리아에서 에부로네스족(Eburones)의 암비오릭스가 이끄는 반란이 퍼져 작황이 나빠지자 카이사르는 겨울 동안 군사 작전에 나서야 했으며, 전쟁은 이듬해까지 이어졌다. 당시 로마군의 군량이 부족해져 카이사르는 군대를 분할하여 갈리아의 여러 지방으로 분산시켰다. 그 중 군단장 사비누스와 코타가 이끄는 9천명의 로마군은 에부로네스족의 땅에 배치되었다. 에부로네스족장 암비오릭스는 로마군을 공격했으나 실패하자 사비누스와 코타에게 로마군을 공격한 것은 본의가 아니었고 지금 갈리아 각지에서 크게 반란이 일어났으며 자신들이 로마군을 호위할테니 진영지를 떠나고 카이사르와 합류할 것을 제안했다. 그전까지 로마에 우호적이던 암비오릭스의 속임수에 두 군단장은 속고 말았다. 사비누스는 진영지를 떠날 것을 주장했고 코타는 진영지를 지키며 버티는 것이 낫다고 했으나, 결국 사비누스의 뜻대로 진영지를 떠나 퀸투스 툴리우스 키케로의 진영으로 향했다. 행군 도중에 그들은 기습을 받아 전멸하고 극소수만이 살아남아 라비에누스의 진영지에 도착했다.
암비오릭스의 선동으로 네르비족과 아투아투카족은 퀸투스 키케로의 진영을 공격했고 그 수가 6만면에 달했다. 당시 병이 든 키케로는 적의 십분의 일 밖에 미치지 못하는 병력으로 분전했고 키케로의 구원요청을 받은 카이사르는 7천명의 군대를 급조하여 키케로의 진영지에 도착한 뒤, 적군을 유인하여 격파했다. 많은 수의 갈리아인이 죽었으나 로마군의 손실은 없었다. 카이사르가 키케로의 병사들 중에 다치지 않은 자가 전체의 10분의 1 정도였다. 한편 라비에누스는 트레베리족의 인두티오마루스를 격파하고 죽이는데 성공했다. 카이사르는 게르마니아로 다시 진격하고 암비오릭스의 기반을 무너뜨리고, 암비오릭스를 무찌르면서 카이사르는 이제 갈리아를 평정하였다고 생각하였다. 그리고 반란음모를 꾸민 카르누테스(Carnutes) 족장 아코를 사형시켰다.
카이사르가 브리타니아에 있을 때, 폼페이우스의 아내인 딸 율리아가 아이를 낳다가 죽었다. 카이사르는 조카의 딸인 옥타비아를 남편 가이우스 마르켈루스와 이혼시키고 폼페이우스와 결혼시켜 그의 지지를 확보하려 하였으나, 폼페이우스는 거절하였다. 기원전 53년 크라수스는 파르티아를 침공하다 카라이 전투에서 전사하였다. 로마는 폭력 사태로 치닫고 있었다. 폼페이우스는 비상 수단으로 1인 집정관에 임명되었으며, 카이사르의 정적인 퀸투스 메텔루스 스키피오의 딸 코르넬리아와 결혼하고, 장인 메텔루스 스키피오를 동료 집정관으로 삼아 일단 질서를 회복하였다. 이로써 삼두 정치는 결렬되었다.

카이사르에게 항복하는 베르킨게토릭스

기원전 52년, 족장을 잃은 카르누테스족은 본거지인 케나붐에서 로마 민간인을 학살했는데 이것이 도화선이 되어 갈리아 중부 아르베르니족(Arverni)의 베르킨게토릭스가 일으킨 반란이 또 한번 크게 번졌다. 베르킨게토릭스는 갈리아 부족들을 통합하고자 하였으며, 초토화 작전으로 로마군을 무너뜨리려 하였다. 북이탈리아의 카이사르가 중부 갈리아에 있는 그의 군단과 합류하였고, 비투리게스족의 수도인 아바리쿰이 카이사르에게 점령되었지만 반로마군의 총사령관 베르킨게토릭스의 입지는 전혀 좁혀지지 않았다. 카이사르는 아르베르니족의 수도인 게르고비아로 향했고 이즈음에 로마의 동맹부족이었던 하이두이족이 베르킨게토릭스에게 돌아섰다. 카이사르는 아르베르니족의 근거지인 게르고비아를 공격했으나 별 소득이 없었고 게르고비아를 한 차례 습격하고 철수하려 했다. 그러나 습격한 뒤 퇴각하는 과정에서 선발대에게 명령이 제대로 전달되지 않았고 베르킨게토릭스는 이들을 공격하여 700명을 전사시켰다. 그중 로마군 백인대장은 46명이나 죽었다. 게르고비아 공략이 실패하자 카이사르는 퇴각했고 베르킨게토릭스는 추격하여 한 차례 회전이 벌어졌다. 갈리아 기병이 세 갈래로 나뉘어 공격했으나 카이사르는 방진을 이루어 이들을 모조리 격파했다.
전투에서 패한 베르킨게토릭스는 만두비족의 도시 알레시아로 들어갔다. 카이사르는 이를 알고 즉시 알레시아를 포위하였다. 베르킨게토릭스는 갈리아 전역에 지원군을 요구하였고 이에 26만에 달하는 대군이 편성되었다. 이들은 알레시아를 포위한 카이사르의 군대를 다시 포위하였다. 알레시아의 농성군은 7만명으로, 갈리아전력은 총 33만이었다. 반면 카이사르의 로마군은 12개 군단 5만명이었다. 역사상 유례를 찾기 힘든 이중포위전 알레시아 전투가 기원전 52년 9월 20일에 시작되었다. 카이사르가 공들여 준비한 공성 작전으로 양쪽의 갈리아군은 완전히 차단되어 농성하는 갈리아인들은 지원군이 도착한 줄도 몰랐다. 전투는 기병전으로 시작되었고, 카이사르의 게르만 기병의 활약에 갈리아 기병은 퇴각했다. 기병전에서 패한 후, 갈리아인들은 공성기를 이용하여 로마군 진지를 공격했으나 재빠르고 유연하게 대처한 로마군에게 패배하였다. 베르킨게토릭스의 사촌 베르카시벨라우누스가 이끄는 6만명의 갈리아 정예병이 다 완성되지 않은 로마군의 북쪽 포위망을 공격해왔지만 카이사르는 라비에누스를 보내 이들을 막게하면서 포위망 여기저기에 지원군을 보냈다. 북부에서 적이 강하게 공격해오자 카이사르는 신속하게 북부 전선에 도착했다. 카이사르와 베르카시벨라우누스는 치열하게 싸웠고 카이사르는 기병대를 갈리아군 배후로 보내 그들을 격파하였다. 베르카시벨라우누스는 생포되었고 부관은 전사하였다. 6만명의 정예병은 궤멸되었고 나머지 갈리아인들도 각자의 부족으로 패주하였다. 이를 안 베르킨게토릭스는 마침내 로마에 항복하였다. 이듬해에 산발적인 교전이 일어났으나, 이로써 갈리아는 사실상 정복되었다.
전임 법무관 지위의 티투스 라비에누스는 카이사르의 갈리아 정복 전쟁 동안 가장 고참인 군단장이었다. 그 밖에 두각을 드러낸 카이사르의 다른 부관으로는 친척 루키우스 율리우스 카이사르, 크라수스의 아들인 푸블리우스 리키니우스 크라수스와 형제인 마르쿠스, 키케로의 동생인 퀸투스 툴리우스 키케로, 데키무스 브루투스, 마르쿠스 안토니우스 가 있었다.
플루타르코스는 갈리아 전쟁 기간 동안 로마군이 3백만 명의 적과 싸웠으며, 그 가운데 1백만은 죽고, 나머지는 노예가 되었다고 주장하였다. 300개 부족이 복속되었으며, 800개 도시가 파괴되었다. 아바리쿰(부르주) 시의 전체 주민 총 40,000명이 살육당하였다. 율리우스 카이사르는 헬베티인 368,000명이 고향을 떠났으며, 이 가운데 92,000명이 무기를 소지하고 있었는데, 군 작전 이후 총 110,000명만이 돌아왔다고 보고하였다. 그러나 일단 정확한 숫자를 파악하기 어렵다는 점에서 카이사르의 보고는 선전의 목적을 띄고 있었으며, 고대 문헌에서는 보통 숫자를 과장해서 쓰기 때문에 적 전투원의 총 수효는 특히 너무 많은 것으로 보인다. 푸르거-군티(Furger-Gunti)는 헬베티 군대의 병사 수가 60,000명이 넘는 것은 기록된 전술을 고려했을 때 전혀 있을 법하지 않다고 보았으며, 실제 수효는 총 이주민 수가 160,000명에 전투원 수는 40,000명 정도로 추산하였다. 델브뤽(Delbrück)은 전체 주민 수가 100,000 이하일 것이며, 그 가운데 전투원은 16,000명에 불과할 것으로 보았는데, 이렇게 보면 켈트인 군대의 병력은 당시 30,000명 정도였던 로마군의 절반 수준이 된다.
갈리아 전쟁은 서유럽에 로마문화를 전파하는데 막강한 영향을 주었다. 갈리아 전쟁 이후, 갈리아는 빠르게 속주화되었고 로마의 문명을 받아들였다. 전쟁이 끝나고 카이사르는 정복한 전 지역을 "갈리아 코마타(Gallia comata)"라는 하나의 속주로 두었다. 결국 갈리아 일대는 카이사르의 세력기반이 되어 그가 내전에서 승리할 수 있게 일조했다.

## 내전

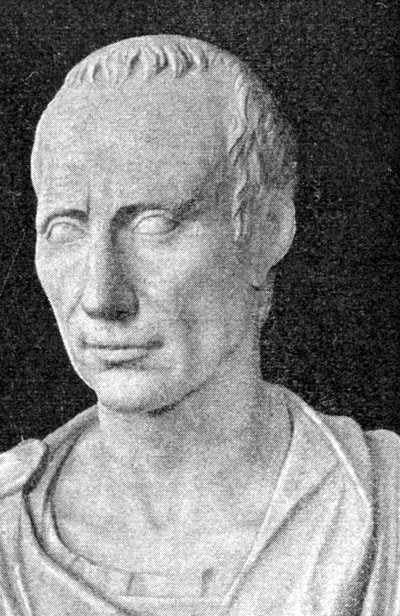
가이우스 율리우스 카이사르의 조각상.

기원전 50년, 폼페이우스가 주도하는 원로원에서는 카이사르에게 전임 집정관 임기가 만료되었으므로 군대를 해산하고 로마로 귀환하도록 명령하였다. 또 원로원은 카이사르가 두 번째로 출마하려는 집정관 선거에 부재중 입후보를 금지하였다. 카이사르는 집정관의 면책권이 없거나 군사력이 없는 상태로 로마에 들어간다면 기소되고 정계에서 밀려나리라고 생각하였다. 기원전 49년 1월 7일, 집정관 가이우스 마르켈루스는 원로원 최종권고를 발동시켰고, 그 전권을 위임받은 폼페이우스는 카이사르를 불복종과 대역죄 혐의로 고발하였다. 기원전 49년 1월 12일, 카이사르는 단 1개 군단만 이끌고 루비콘강(이탈리아의 북방 경계선)을 넘어 내전의 도화선에 불을 당겼다. 카이사르가 직접 저술한 「내전기」에서는 루비콘 도하가 단순히 '아리미눔 도착'으로만 적혀있으며, 이때 카이사르가 무슨 말을 했는지 적혀있지 않았다. 플루타르코스는 카이사르가 루비콘강을 건너면서 아테나이의 극작가 메난드로스의 작품에 나오는 구절인 "주사위를 던져라!(ἀνερρίφθω κύβος)"를 그리스어로 인용하였다고 썼다. 수에토니우스는 이 문장을 라틴어로 "주사위는 던져졌다(alea iacta est)"라고 썼다.
기원전 49년 1월 12일 카이사르는 휘하의 10개 대대 4500명의 군사를 거느리고 루비콘강을 건넌 후, 제일 먼저 아리미눔에 입성하고 마르쿠스 안토니우스에게는 5개 대대를 떼어줘 아펜니노 산맥을 넘어 아레티움을 공격하고 쿠리오에게는 3개 대대를 주어 아드리아 해를 따라 피사우룸, 파눔, 안코나를 공격하게 했다.
1월 12일 쿠리오는 피사우룸, 1월 13일 파눔, 1월 14일에는 안코나까지 함락시키고 1월 15일 안토니우스도 아레티움에 입성했다. 이에 원로원에서는 현직 법무관 로시우스와 카이사르의 친척 동생 루키우스 카이사르가 원로원 최종 권고를 전했고 원로원은 카이사르의 후임자로 루키우스 도미티우스 아헤노바르부스를 임명해 2개 군단이 주둔한 카푸아로 떠났다. 카이사르는 로시우스와 루키우스 카이사르를 통해 폼페이우스와 카이사르가 양자 회담을 벌이고 동시에 군단 해산을 제안하는 내용의 서한을 폼페이우스에게 보냈다.
그리고 1월 17일 폼페이우스는 수도 로마를 버린 채 200명에 달하는 상당 수의 원로원 의원들과 각종 개인 재산과 장인 메텔루스 스키피오, 카토 등과 함께 노예, 하인들을 데리고 남하했으나 국고에 들어 있는 재산은 채 옮기지 못하고 도주했다. 이 때문에 국고 재산은 고스란히 남았고 1월 20일 쿠리오는 아구비움에 입성해 플라마니아 가도의 요충지를 얻게 되었다. 카이사르는 이때 폼페이우스의 답장을 받았으나 그가 제안한 양자 회담을 묵살시키고 자신에게만 군단해산을 요구한다는 이유로 폼페이우스의 제안을 거절했다. 게다가 그는 폼페이우스가 히스파니아로 떠나는 시기를 밝히지 않는 것은 그가 계속 본국에 군사력을 가지고 머무를 가능성이 있다고 판단했다.
한편 폼페이우스 진영에서는 아프리카 속주 총독을 지낸 푸블리우스 아티우스 바루스와 폼페이우스 휘하에서 백인대장을 지내고 오리엔트 원정에도 참전한 루키우스 푸피우스가 아욱시뭄에서 군사를 이끌었으나 주민들의 호응에 실패하고 카이사르는 아욱시뭄 근처 킹쿨룸에서 보급을 해 2월 3일 아욱시뭄에 입성했다.
2월 5일 카이사르는 피르뭄에 입성하고 제12군단도 참여했으며 아스쿨라네움으로 행군했다. 이에 기원전 57년의 집정관인 푸블리우스 코르넬리우스 렌툴루스 스핀테르가 10개 대대를 이끌고 지키고 있었으나 카이사르가 오자 도망쳐버려 2월 15일 아스쿨라네움도 쉽게 함락되었다.
그러자 폼페이우스가 급파한 비불리우스 루푸스가 13개 대대가 되는 병력을 모아 코르피니움에 주둔했고 곧이어 아헤노바르부스가 20개 대대를 이끌고 행군해 3.3개 군단에 달하는 33개 대대가 모일 예정이었다. 이에 루푸스는 폼페이우스가 있는 루케리아에 지원을 요청했으나 폼페이우스는 오히려 더 남쪽인 카노사로 남하하는 문제를 고려하고 있었다
그러는 사이 카이사르는 코르피니움 근처의 술모나 주민들의 호응도 얻고 남프랑스 속주에서 갈리아인으로 구성된 22개 대대도 합류해 결국 병사들을 버리고 도망치려던 아헤노바르부스는 붙잡혔다가 카이사르의 배려로 석방되고 2월 21일 카이사르는 코르피니움에도 입성했다. 카이사르의 행동에 대해 키케로는 "아군을 버리는 폼페이우스와 적을 용서하는 카이사르는 얼마나 다른가" 라며 카이사르에게도 편지를 보내 카이사르의 관용을 칭찬했다. 카이사르는 답변했다.
“나를 잘 이해해주는 당신이 하는 말이니까, 내 행동에선 어떤 의미의 잔인성도 찾아볼 수 없다는 당신의 말은 믿어야 할거요. 그렇게 행동한것 자체로 나는 이미 만족하고 있지만 당신까지 그리 찬성해주니 만족을 넘어 기쁘기 한량없소.내가 석방한 사람들이 다시 나한테 칼을 들이댄다해도, 나는 그런 일로 마음을 어지럽히고 싶지는 않소. 내가 무엇보다도 나 자신에게 요구하는 것은 내 생각에 충실하게 사는거요. 따라서 남들도 자기 생각에 충실하게 사는게 당연하다고 생각하오.”
그리고 브룬디시움으로 도망치는 폼페이우스를 추격했다.
결국 폼페이우스는 일행을 이끌고 2월 25일 항구 도시인 브린디시움에 도착했다. 카이사르가 브룬디시움에 도착했을 때, 폼페이우스에게 양자 회담을 통한 강화를 제안했지만 폼페이우스는 지금까지 자신을 따라온 이들을 배신하는 짓을 벌일 수 없다며 강화를 거부했다. 6개 군단 60개 대대로 불어난 카이사르 군단이 오는 가운데 잦은 탈영으로 50개 대대로 줄어든 폼페이우스는 3월 17일 카이사르의 저지선을 뚫고 그리스로 본국을 포기하고 철수했다. 이로써 카이사르는 이탈리아를 무혈제패했지만 폼페이우스를 놓쳐 내전은 장기화되었다.
폼페이우스가 군대를 철수시키려고 해안의 모든 배를 이미 쓸어가버린 터라 카이사르는 해군력이 없었고, 폼페이우스의 7개 군단이 주둔한 이베리아 반도는 평정할 필요가 있었으므로 히스파니아로 진로를 돌리기로 하였다. 마르쿠스 아이밀리우스 레피두스를 로마의 장관으로 남겨놓고, 마르쿠스 안토니우스는 호민관으로 이탈리아 나머지 지역을 맡겨놓고, 카이사르는 파비우스의 3개 군단과 합류하여 히스피니아로 진격했다. 카이사르군은 적의 진채를 공격하였다. 카이사르군은 적의 유인책에 빠져 위기에 빠졌으나 특유의 용맹을 발휘하여 위급에서 벗어났다. 카이사르군은 200명 가량의 적을 전사시켰으나 진채를 빼앗지 못하고 그들도 80명의 카이사르군을 전사시켰다. 갑자기 카이사르의 6개 군단은 세그레 강의 홍수로 고립되었고 군량보급도 차단되었다. 이런 상태로 한달을 버틴 카이사르는 운하를 파서 물길을 바꾸어 고립에서 벗어났고 아프라니우스와 페트레이우스가 이끄는 9만명의 폼페이우스군의 보급로를 차단하여 식량부족에 빠트리게 했다. 폼페이우스군의 군량이 부족해지자 현지병력의 탈영이 심해졌고 아프라니우스는 식량을 구하기 위해 남쪽으로 도망을 시도하였다. 그러나 폼페이우스군의 도주는 카이사르에게 계속 저지되었으며 그들의 사기는 저하되었다. 폼페이우스군의 일개병사들은 카이사르에게 항복을 바랬고 아프라니우스의 아들마저 카이사르군과의 화해를 바라고 있었다. 그러자 페트레이우스는 화해를 거부하며 병사들의 전의를 다시 일깨웠고, 폼페이우스군 진영에 들어온 카이사르의 병사들을 죽이라고 명했다. 그러나 그들은 결국 식량부족으로 카이사르에게 항복하였다. 카이사르는 아프라니우스 휘하 병사들의 군대해산을 명하고 모두 석방시켰다. 또 다른 히스파니아의 사령관 마르쿠스 테렌티우스 바로는 싸워보지도 않고 카이사르에게 항복했다. 히스파니아 전쟁이 끝나고 카이사르는 법무관 레피두스를 시켜 독재관에 취임했다. 독재관에 취임한 그는 술라가 반역자로 규정하여 살생부에 올라 망명생활을 하는 자들에 대한 추방형을 폐지했다.
카이사르가 히스파니아에서 전쟁을 치르고 있을 때, 데키무스 브루투스가 이끄는 카이사르 함대가 아헤노바르부스가 이끄는 폼페이우스 - 마실리아 연합함대를 격파하였고 폼페이우스의 편을 든 마실리아는 결국 카이사르군에 항복하였다. 한편, 아티우스 바루스는 아욱시뭄에서 아프리카로 도망쳐 스스로 총독을 자칭한 다음, 정식 총독으로 임명된 퀸투스 아일리우스 투베로가 아프리카에 상륙하지 못하게 막았다. 심지어 투베로의 병든 아들도 아프리카 땅에 상륙하지 못하게 했다. 카이사르의 부장 쿠리오가 이끄는 4개 군단은 시칠리아 점령을 완수한 뒤 아프리카에서 아티우스 바루스가 지휘하는 군대를 공격했다. 바루스군은 패했고 쿠리오는 카이사르군의 병사들로부터 '임페라토르'라고 불리었다. 쿠리오의 군대에 아프리카인들이 퍼트린 역병이 퍼지고 탈영병도 몇 있었지만 쿠리오는 연설로 병사들을 단결시키고 코르넬리우스 진지로 이동하였다. 그러나 누미디아왕 유바를 우습게 본 쿠리오는 유바가 렙티스 사람들의 반란을 진압하기 위해 회군하였고, 유바왕의 부하 사부라가 소수의 군대를 지휘한다는 거짓 정보에 속아 바그라다스 강 전투에서 4개 군단과 함께 포위당하고 말았다. 쿠리오는 도주를 권하는 장교의 제안을 거부하고 이렇게 외쳤다. "카이사르의 군대를 잃고 카이사르에게 돌아갈 수 없소" 이 말을 외치고 적진에 뛰어들어 전사했다. 보병들도 모조리 몰살당했다. 바루스는 유바에게 포로로 잡힌 병사들을 살려주기를 요구했으나 유바는 몇명을 제외하고 이들을 모조리 죽였다. 가이우스 안토니우스와 돌라벨라는 카이사르의 명령으로 아드리아 해의 제해권을 장악하려 갈리아 군단을 이끌고 폼페이우스군과 맞섰으나 노련한 폼페이우스의 해군장수 리보에게 패하고 이탈리아로 도망쳤다. 이후 카이사르는 스스로 집정관 선거를 열어 두 번째로 집정관에 올랐으며(동료 집정관은 푸블리우스 세르빌리우스 바티아였다), 그런 다음 11일 뒤 독재관직에서 사임하였다.
기원전 48년 1월 4일에 그리스에 있는 폼페이우스를 상대하고자 동방으로 향했는데, 배가 부족했기 때문에 카이사르가 직접 이끄는 제1진과 마르쿠스 안토니우스가 이끄는 제2진으로 나누어 아드리아 해를 건너기로 했다. 제1진은 먼저 출발하여 폼페이우스 해군의 방해를 피하고 대부분의 병력이 그리스에 상륙했다. 그리고 그들은 1월 5일에 오리쿰을, 1월 7일에 아폴로니아를 점령했다. 폼페이우스 해군 총사령관 마르쿠스 칼푸르니우스 비불루스는 카이사르군 제1진의 무사통과에 격분하여 해안경비체제를 강화했다. 심지어 총사령관인 비불루스가 배 위에서 자는 등 임전태세를 편 까닭에 카이사르군 제2진은 출항도 하지 못했다. 이때 카이사르는 압수스 강에서 폼페이우스의 지상군과 대치했으나 수적으로 매우 불리했기 때문에 전투를 치르지 않았다. 동시에 자신의 진영에 머무르던 비불리우스 루푸스를 폼페이우스에게 보내 강화를 제안하려 했으나 실패했다. 수뇌진과의 타협이 실패하자 카이사르는 폼페이우스의 병사들과 타협해 볼 생각으로 휘하 장수인 푸블리우스 바티니우스를 보냈다. 바티니우스의 제안에 폼페이우스군 병사들은 이에 반응하였으나 곧이어 폼페이우스 진영에서 나온 티투스 라비에누스가 바티니우스를 비난하자 병사들은 화가 나 창을 회담장에 던졌다. 이에 몇명의 카이사르의 장수들이 부상을 입었다. 라비에누스는 선언했다.
"카이사르의 목을 가져오기 전에는 강화란 없다."
카이사르는 비불루스와 만나 회담을 벌이려 했으나 카이사르를 매우 싫어하는 비불루스는 카이사르를 만나기를 거절하고 리보가 카이사르와 회담을 벌였다. 카이사르는 리보와의 회담으로 강화성사에 기대를 걸었으나 이것도 실패했다. 비불루스는 무리하게 해상에서 생활하다 건강이 나빠져 병사했다. 그가 병사한 후로는 폼페이우스 해군의 감시도 느슨해져서 안토니우스의 제2진도 브룬디시움을 습격한 리보의 군대를 격파하고 이탈리아를 떠나 3월 26일에 에피루스 북부의 항구 닌페움에 상륙하여 리수스를 점령한 뒤 4월 3일에 제1진과 합류했다. 카이사르는 도미티우스 칼비누스에게 2개 군단과 500기를 주고 마케도니아로 보냈고, 카시우스 롱기누스에게 1개 군단과 200기를 주어 테살리아로, 사비누스에게도 5개 대대와 약간의 기병을 주어 아이톨리아로 보냈다. 그런다음 카이사르는 폼페이우스의 본진인 디라키움과 페트라를 포위했다. 군사의 수가 적음에도 폼페이우스의 진영보다 보루의 수가 많고 더 긴 포위망을 구축했다. 이렇게 몇 달간 대치한 뒤에 폼페이우스군은 말먹이가 부족해지자 카이사르의 포위망을 공격하였다. 당시 카이사르는 디라키움으로 떠나 카이사르의 진영에는 총사령관이 없는 상태였다. 원래 카이사르가 직접 포위망 북부를, 안토니우스가 남쪽 포위망을 맡았는데 사령관이 없는 북부전선을 루키우스 술라의 조카이지만 카이사르파인 푸블리우스 술라가 지휘했다. 총 여섯군데에서 치열한 전투가 벌어졌으나 폼페이우스군은 카이사르군의 뛰어난 분전으로 단 하나의 포위망도 함락시키지 못했다. 특히 카이사르의 백인대장 스카이바는 200명으로 폼페이우스군 25000명의 공격을 4시간이나 버텨냈으며 스카이바 자신의 방패에는 화살구멍이 120개나 뚫려있었다. 결국 푸블리우스 술라의 구원을 받아 폼페이우스군을 격퇴했으나 술라는 그들을 추격하지 않았다. 병사들은 술라가 좋은 기회를 놓쳤다고 비난했으나 술라는 총사령관이 없는 이상 그가 지시하지 않은 것을 행할 수 없다고 말했다.
카이사르 진영에 로우킬루스와 에구스라는 갈리아 트란살피나의 알로브로게스족 귀족 출신 기병 장교가 있었는데, 그들은 휘하 기병들의 급료와 전리품을 강탈하여 부하들의 원망을 샀다. 결국 기병들이 카이사르에게 이들의 부정을 고발하자 카이사르는 형제를 불러 그들을 나무랐다. 전투가 끝나고 벌을 받을 것 같자 이 형제는 폼페이우스에게로 달아났다. 카이사르군의 첫 탈영병이었다. 기원전 48년 7월 10일 폼페이우스는 이들로부터 카이사르군의 정보를 듣고 방어설비가 약한 카이사르의 포위망 남쪽을 공격했다. 폼페이우스는 이곳에서 포위망을 함락시키며 카이사르군 장교인 마르켈리누스가 이끄는 제9군단을 격파하였다. 제9군단의 제1대대에서는 백인대장 6명 중 5명이 죽을 정도로 위기에 빠졌고, 안토니우스가 이끄는 12개 대대의 구원을 받아 간신히 궤멸을 면했다. 이에 카이사르는 폼페이우스 진영을 공격함으로써 반격을 시도했다. 그러나 카이사르군이 폼페이우스군이 만든 측벽을 방벽으로 착각하여 그것을 공격하였고 이로 인해 폼페이우스가 구원병력을 데려올 수 있게 시간을 제공하게 되었다. 결국 폼페이우스의 증강된 병력에 두려움과 공황상태에 빠진 카이사르군은 1천명의 사상자를 내며 달아났다. 전투 후, 라비에누스는 카이사르군 포로를 조롱하고 모조리 죽였다.
디라키움 공방전에서 폼페이우스가 승리하자 카이사르는 폼페이우스의 본거지인 디라키움 일대에서는 승산이 없다고 생각했다. 그래서 카이사르는 폼페이우스를 그리스 동부에 위치한 테살리아로 유인하면서 7월 24일 도미티우스와 합류했다. 그리고 테살리아의 도시인 곤피스와 메트로폴리스를 점령하자 라리사를 제외한 모든 도시가 카이사르를 지지하였다. 카이사르는 메텔루스 스키피오에게 다시 강화를 제안했지만, 스키피오는 망설이다가 파보니우스의 혹독한 비난을 받고 제안을 거절했다. 폼페이우스는 테살리아에서 스키피오와 합류했다. 폼페이우스의 진영은 승리에 도취되어 전투에 관한 논의보다는 승리 후에 얻을 보상이나 직위, 카이사르파에 대한 처벌 등에 대하여 논쟁을 벌였다. 아헤노바르부스와 렌툴루스 스핀테르와 메텔루스 스키피오는 카이사르가 취임하고 있던 최고 제사장에 자신이 더 적임자라고 논쟁을 벌였다. 렌툴루스는 자신이 가장 고령임을, 스키피오는 자신이 폼페이우스의 장인임을, 아헤노바르부스는 수도에서의 명망을 들며 상대방의 주장을 반박했다. 아티우스 루푸스는 아프라니우스가 히스파니아에서 카이사르와 싸울때 휘하 병사들을 배신했다고 주장했다. 라비에누스는 결전을 망설이는 폼페이우스에게 결전을 치를 것을 주장했다.
"저들이 갈리아와 게르마니아를 정복했던 군대였다고는 생각하지 마십시오. 그때 살아남은 자는 극소수에 불과합니다. 대부분의 정예병사가 수많은 전투를 치르면서 목숨을 잃었습니다. 또한 이탈리아에서 가을을 보내는 동안 많은 자들이 건강을 잃어 고향으로 돌아가거나 본토에 남겨졌습니다. 게다가 적군이 보유한 최고의 병사들은 디라키움에서 벌어진 전투에서 모두 전사했습니다."
양군은 파르살루스 평원에서 만났고 이때 카이사르군은 군단병이 22000명, 기병이 1000기였던 반면에 폼페이우스군은 군단병이 47000명, 기병이 7000기였다. 카이사르는 고지대에 있던 폼페이우스를 평원으로 이끌고 결전 준비를 했다. 이때 카이사르는 병사들에게 연설했다.
“잠시 행군을 멈추어라. 그리고 그대들이 매일같이 바라던 적과의 전투를 생각하라! 우리 모두가 오랫동안 기다려 온 때가 찾아왔다. 그대들의 마음은 이미 전장에 있지 않은가?”
폼페이우스는 압도적인 기병력으로 카이사르군을 포위섬멸하는 작전을 구상했다.
"나의 작전에 귀를 기울이면 더욱 확고한 신념을 품고 전투에 임하게 될 것이오. 본인은 아군기병에게 양쪽 군대의 간격이 좁아지면 카이사르군의 우익으로 돌아 노출된 측면을 공격하고 후방의 제 3열을 포위하여 카이사르 군대를 혼란에 빠뜨리라고 명령하였소. 그렇게 되면 적은 우리군이 무기를 투척하기도 전에 패주하고 말것이오. 이 작전이 맞아 떨어진다면 우리 군은 군단의 피해도 없고 사상자도 거의 없이 전쟁을 승리로 이끌 수 있소. 우리의 기병이 우세하므로 어렵지 않게 승리할 것이오."
라비에누스는 폼페이우스의 전술을 침이 마르도록 칭찬한 뒤, 전투에서 진다면 진영지로 돌아오지 않겠다고 선언하고 다른 장수들에게도 이 약속을 할 것을 요구했다. 폼페이우스를 비롯한 장수들은 이에 따랐다. 폼페이우스의 속셈을 간파한 카이사르는 고참 군단병 2000명으로 제4열 별동대를 편성하여 카이사르군 우익 뒷편에 포진시켰다. 그리고 그들에게 이렇게 말했다.
"오직 그대들에게 전투의 승패가 달려있다."
전투가 벌어지기 전에 카이사르의 제10군단 수석 백인대장 크라스티누스는 비장한 연설을 하였다.
"나의 부대에 있던 병사들이여, 나를 따르라. 그대들이 총사령관 앞에서 약속한 성실함과 용맹함을 보여라. 이것이 우리의 마지막 전투가 될것이다. 이 전투가 끝나면 우리들의 총사령관은 지위를 되찾을 것이고, 우리는 자유를 되찾아 고향으로 돌아갈수 있을것이다."
그런 다음 카이사르를 보며 이렇게 말하였다.
"장군이시여, 나는 오늘 전장에서 쓰러지든 살아남든 장군의 치하를 받게 될 것입니다."
그의 말대로 크라스티누스는 이 전투에서 전사했다.

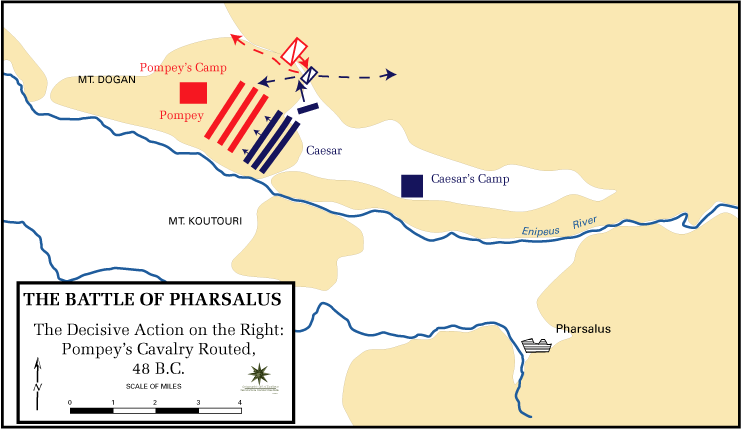
파르살루스 전투

기원전 48년 8월 9일 파르살루스 전투는 카이사르의 공격으로 시작되었다. 폼페이우스는 자신의 군단병을 전진시키지 않음으로써 카이사르군이 두배의 거리를 달려오게 하여 그들의 체력을 떨어트리고 전열을 흩어놓으려 하였다. 폼페이우스의 부장 트라아리우스가 제안한 작전이었다. 이는 폼페이우스군이 움직이지 않으면 카이사르군은 무기를 들고 갑절의 거리를 달려가야하고, 따라서 폼페이우스군 앞에 도달하였을 때 지쳐서 대열이 흩뜨려질테니깐 그때 맞아 싸우는 편이 더 유리하다고 생각했기 때문이었다. 그러나 카이사르군의 갈리아 전쟁 7년의 오랜 전투 경험이 그들이 폼페이우스의 작전에 넘어가지 않게 해주었다. 그들은 중간지점에서 잠시 진격을 멈춰 호흡과 전열을 가다듬고 다시 돌격하였다. 그러나 수적으로 우세한 폼페이우스 군단병은 이 돌격을 그럭저럭 버텨냈다. 곧 폼페이우스는 기병에게 출동명령을 내렸고 수적에서 열세인 카이사르 기병은 못 당해내는 것처럼 후퇴했다. 폼페이우스 기병이 카이사르군 배후로 돌아가는 순간 카이사르는 제4열 창병 부대를 출격시켰다. 카이사르의 창병 부대는 정면에서 폼페이우스 기병대를 막아섰고 후퇴했던 카이사르 기병도 적군 기병의 배후를 포위했다. 폼페이우스 기병은 곧 격파되었고 이것을 안 폼페이우스는 전투를 단념하고 전장을 떠났다. 그러나 폼페이우스의 군단병은 이때까지 카이사르군의 공격을 버티고 있었으나 새 병력을 교체 투입하는 카이사르의 전술에 더 이상 버티지 못하고 달아났다. 패잔병들은 진영이 있는 언덕으로 달아났으나 카이사르는 즉시 이 언덕을 포위하였다. 폼페이우스 패잔병들은 곧 항복했으며 카이사르는 관용을 베풀어 이들의 귀가를 선선하게 허락했다. 폼페이우스군의 전사자는 6000명에서 15000명, 포로는 총 24000명에 달했으나 카이사르군의 손실은 고작 200명에 불과했다. 다만 카이사르군 백인대장은 30명이나 전사하였다. 이것으로 카이사르와 폼페이우스의 최종 결전, 파르살루스 전투는 카이사르의 압승으로 끝났다.
파르살루스 전투가 끝나고 카이사르는 적군 사령부에 도달했다. 카이사르는 루키우스 렌툴루스를 비롯한 정적들의 탐욕과 사치에 경악하여 이렇게 외쳤다. "모두 그들이 자초한 일이다." 그런 다음 바로 폼페이우스를 추격했다. 한편 가이우스 카시우스 롱기누스는 뗏목에 불을 붙인 역청과 황을 실어 여러차례 카이사르군에게 보내 큰 피해를 입혔다. 그러나 파르살루스 전투 소식에 크게 사기가 올라간 카이사르군을 공격하자 이에 격분한 카이사르 고참병은 카시우스의 배를 나포하고 그들을 내쫓았다. 카시우스 휘하 폼페이우스군은 그때까지 파르살루스 전투 결과가 카이사르군이 퍼트린 거짓소식인줄 알았다고 한다.
로마에서 카이사르는 독재관으로 임명되었으며 부사령관 마르쿠스 안토니우스가 기병 대장으로 임명되었다.
카이사르는 알렉산드리아로 도주한 폼페이우스를 추격하였으며, 이곳에서 폼페이우스는 당시 프톨레마이오스 13세 임금을 조종하는 궁중관료들의 명령을 받은 전직 로마군 장교에게 살해당하였다. 이때 카이사르는 당시 알렉산드레이아에서 프톨레마이오스와 그의 누이이자 부인이며 공동 국왕인 클레오파트라 7세 사이의 권력 투쟁에 개입하게 되었다. 아마 프톨레마이오스가 폼페이우스를 죽이는 데 관여한 탓에 카이사르는 클레오파트라 편에 선 것 같은데, 프톨레마이오스의 내시 포티누스가 선물로 카이사르에게 폼페이우스의 머리를 바치자 카이사르는 이를 보고 울었다고 한다. 카이사르는 알렉산드리아군과 전투를 벌였고 그때 그는 그의 배에 불을 붙였는데 그 불이 번져 알렉산드리아 도서관이 불타버렸다. 그 와중에 폼페이우스 암살 주모자이자 이집트의 실권자인 포티누스는 카이사르에게 잡혀 처형되었다. 그의 부하이자 군권을 장악한 아킬라스도 공주 아르시노에에게 지휘권을 빼앗기고 처형되었다. 알렉산드리아 시내에서 카이사르와 아르시노에의 부하 가니메데스는 치열한 시가전을 벌였고 그때 프톨레마이오스 왕은 아르시노에군과 합류하였다. 전장은 시내를 벗어나 나일 강의 삼각주(델타)로 옮겨졌다. 카이사르는 기원전 47년에 나일 강 전투에서 프톨레마이오스 군대를 무찌르고, 클레오파트라를 이집트의 지배자로 삼았다. 카이사르와 클레오파트라는 그 해 봄에 나일 강에서 개선 행진을 열어 알렉산드레이아의 내전에서 승리한 데 축하하였다. 파라오의 배는 400척의 다른 배를 대동하였으며, 카이사르에게 이집트 파라오의 화려한 생활을 보여주었다.
카이사르와 클레오파트라는 결혼하지 않았는데, 로마법에서는 오로지 로마 시민 사이의 결혼만 인정했기 때문이다. 카이사르는 마지막으로 결혼할 때까지 무려 14년동안 클레오파트라와 관계를 이어나갔으며(로마인의 시각에서 이는 간통이 아니었다) 카이사리온의 아버지도 카이사르였던 것 같다. 클레오파트라는 한 차례 이상 로마를 방문하였는데, 로마 바깥의 테베레강을 건너면 있는 카이사르의 별장에서 지냈다.
기원전 48년 말, 카이사르는 독재관으로 임명되었으며, 임기는 1년이었다. 기원전 47년 초 몇 달간 이집트에서 지낸 카이사르는 중동 지역으로 가서 젤라 전투에서 폰토스 왕 파르나케스 2세를 절멸시켰는데, 너무나 빨리 승리를 거두어 그는 과거 폼페이우스가 이런 형편없는 적들과 오랫동안 싸워 거둔 승리를 조롱하였다. 이 승리를 기념하여 그는 원로원에 보낸 서한에 "왔노라, 보았노라, 이겼노라"(veni vidi vici)라고 적었다.
그 다음으로 카이사르는 아프리카에 남아있는 폼페이우스의 원로원파 잔당을 처리하고자 떠났다. 당시 아프리카에는 폼페이우스의 장인 메텔루스 스키피오와 카이사르의 숙적 소 카토, 아프라니우스, 라비에누스 등의 폼페이우스 잔당이 쿠리오를 격파한 누미디아왕 유바와 연합하여 카이사르와의 전투를 준비하고 있었다. 카이사르는 아프리카 북동부에 상륙하여 루스피나 전투에서 라비에누스와 싸웠다. 이때 카이사르는 라비에누스가 지휘하는 누미디아군의 맹공에 큰 위기에 처했다. 이 공격에 카이사르 기병은 반격하지 못하고 적의 포위를 막으려 버티고 있었다. 카이사르 보병과 라비에누스군이 곧 맞붙었고 누미디아군은 투척무기를 던졌고 카이사르 쪽에서도 필룸을 던져 응수했다. 카이사르군이 전투에서 불리해지며 원형진을 이루었다. 이때 라비에누스는 카이사르군을 향해 '어린 새내기' 군대라고 놀렸다. 이 조롱에 격분한 카이사르 제10군단의 한 백인대장이 투구를 벗어 던지며 라비에누스에게 자신을 알아볼 수 있게 한 다음 카이사르의 정예인 제10군단의 힘을 보여주겠다면서 그에게 창을 던졌다. 라비에누스는 말에 창이 맞자 굴러 떨어졌으며 누미디아군의 엄호를 받으며 퇴각했다. 그러나 전투가 불리하게 흘러가자 몇몇 카이사르군은 두려움에 달아났고 카이사르는 한 기병을 붙잡으며 외쳤다. "적들은 저기에 있단 말이다!" 결국 카이사르는 최대한 길게 진형을 늘어트리며 적을 공격했고 라비에누스의 누미디아군을 흩어놓았다. 페트레이우스가 1500명의 누미디아 기병으로 카이사르를 공격했으나 격퇴되었다.
루스피나 전투에서 힘들게 승리한 카이사르는 마우레타니아와 연합하여 유바가 없는 누미디아 본국을 공격하게 했다. 마우레타니아에는 시티우스라는 로마인이 있었는데 카이사르는 그를 회유했다. 카이사르는 탑수스를 공격하였고 스키피오가 이끄는 폼페이우스군은 군대를 양분하여 카이사르를 봉쇄했다.(탑수스는 바다에 면한 곶 끝에 위치하면서도 육지쪽에는 석호가 펼쳐져 있는데 2킬로미터의 가늘고 긴 육지로 연결되어 있기 때문에 카이사르의 탈출을 막으려면 군대를 양분해야 했다.) 기원전 46년에 카이사르는 탑수스에서 메텔루스 스키피오와 소 카토의 군대를 상대하였는데 스키피오군은 중앙에 보병, 좌우익에 기병, 극좌우익에는 코끼리를 배치하였다. 카이사르는 중앙에 기병을 배치했고, 좌우익에는 보병, 극좌우익에는 제5군단 병사를 배치하였다. 전투가 시작되자 코끼리들은 제5군단 병사들의 투창에 전선에서 이탈했고 카이사르 기병은 적군 보병을 뚫고 적군 좌우익의 배후를 포위하였다. 전방에는 카이사르 보병이 배후에는 카이사르 기병이 폼페이우스군을 포위하였고 신속히 그들은 궤멸되었다. 이후 유바왕은 도주했고 자마에서 쫓겨나자 동행한 페트레이우스와 동반자살했다. 총사령관 메텔루스 스키피오는 배를 타고 도망치다가 사로잡히는 것을 면하기 위해 자살했다. 아프라니우스와 파우스투스 술라는 카이사르군에게 잡혀 죽었고 라비에누스와 아티우스 바루스는 그와중에 달아나는데 성공했다. 우티카에 있던 카토는 자결하여 카이사르에 대한 저항이자 자유에 대한 자신의 신념을 표출했다. 이에 키케로는 「카토」를 저술하여 카토의 행위를 찬양하였고 카이사르는 「안티 카토」를 저술하여 이를 반박했다. 탑수스 전투에서 이긴 뒤 사르디니아와 코르시카를 시찰하고 본국으로 돌아온 카이사르는 크게 개선식을 치르고 10년 임기의 독재관으로 임명되었다.
그렇지만 폼페이우스의 아들인 그나이우스 폼페이우스와 섹스투스 폼페이우스가 히스파니아로 도주하였는데, 카이사르의 옛 부관이자 갈리아 전쟁에서 부사령관을 지낸 티투스 라비에누스도 이들과 함께 있었다. 일레르다 전투 이후, 카이사르에게 평정된 히스파니아는 카이사르파 총독 카시우스의 실정으로 폼페이우스파로 돌아섰다. 카이사르는 이들을 격파하고자 파비우스와 페디우스를 파견하였으나 이기지 못했다. 이후 히스파니아에 직접 다시 출정한 카이사르는 기원전 45년 3월에 문다 전투에서 마지막 저항 세력을 격파하였다. 기병대를 지휘하던 라비에누스가 카이사르군을 유인하기 위해 기병을 이끌고 뒤로간 것을 그나이우스 폼페이우스가 기병대가 붕괴된 것으로 잘못 보아 군대를 퇴각시킨 것이 패인이었다. 라비에누스는 전사했고 그나이우스 폼페이우스는 도주하다가 카이사르군에 잡혀 죽었다. 폼페이우스의 둘째아들인 섹스투스 폼페이우스만이 히스파니아에서 도주하는데 성공했다. 이런 가운데 카이사르는 세 번째와 네 번째로 기원전 46년의 집정관(마르쿠스 아이밀리우스 레피두스가 동료 집정관)과 기원전 45년 집정관(퀸투스 파비우스 막시무스가 동료 집정관, 그해말 파비우스가 병사하여 이후 보궐집정관은 가이우스 카니니우스 레빌루스)에 선출되었다.

### 내전 이후
카이사르는 아직 히스파니아에서 싸우고 있었으나, 원로원은 그가 부재중인 가운데 영예를 내리게 되었다. 카이사르는 적들을 처벌하지 않고 거의 모두 용서해 주었으며, 그에 대한 대중의 반대도 거의 없었다.
카이사르가 문다에서 승전한 데 기념하며 로마 건국 기념일인 4월 21일에는 대규모 경기와 축하 행사가 열렸다. 플루타르코스는 내전에서 무찌른 적들이 외국인이 아닌 동료 로마인들이었기 때문에 수많은 로마인들이 카이사르 승리 이후 열린 개선식이 빈약했음을 알았다고 썼다. 이어 그는 기원전 46년 임기 6개월이었던 독재관 임기 규정을 변경, 10년 임기의 독재관으로 취임하였다. 이후 카이사르는 2년 동안 각종 개혁을 실시하였다.

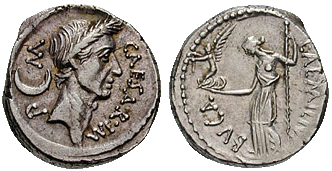
카이사르는 주화에 처음으로 자신의 흉상을 새겼다.

유언장 작성- 기원전 45년 9월에 카이사르는 이탈리아로 돌아오면서 미리 유언장을 썼는데, 자신의 조카손자인 가이우스 옥타비아누스에게 자신의 이름을 비롯하여 모든 것을 상속한다고 썼다. 이어 데키무스 브루투스와 마르쿠스 안토니우스를 유언의 공동 집행자로 지명했다. 카이사르는 또 자신이 죽기 전에 옥타비아누스가 죽는다면, 데키무스 브루투스가 다음 상속자가 될 것이라고 적었다.
복지 정책- 카이사르는 국가에서 곡물의 일정량을 의무적으로 매입하도록 법으로 규정하였다. 또한 카이사르는 곡물 수매에 국가 보조금을 대도록 엄하게 제도화하였으며, 곡물 수령자의 수를 고정하여 줄였는데 모든 수령자는 특별 명부에 기록되었다. 47년에서 44년까지 카이사르는 그의 전역병 약 15,000명에게 토지를 분배하는 계획을 세웠다.
달력 개정- 카이사르는 대신관으로서 달력을 정비하는 일도 했다. 구 로마력을 철저히 검사한 그의 업적은 매우 오랜 세월동안 영향력을 이어갔다. 기원전 46년, 카이사르는 1년을 365일로 정하고, 4년마다 윤년을 두었다. (율리우스력은 1582년에 교황 그레고리오 13세가 수정하여 오늘날의 그레고리오력이 되었다) 역법 개정으로 로마인에게 어떤 한 해가(아마 현대 역법으로 기원전 46년에 해당할 것이다)이 445일로 길어졌다. 7월의 여러 유럽어 명칭(가령 영어의 'July' 등)은 그를 기념하여 율리우스에서 기원한 것이다.
수도 재개발- 카이사르는 「카이사르의 포룸」을 건설하였다. 포룸 로마눔의 내부에는 로마 최초의 국립도서관과 바실리카 율리아가 지어졌다. 카이사르는 사이프타 율리아, 마르켈루스 극장(훗날, 아우구스투스가 일찍 죽은 조카를 기리기 위해 극장의 이름에 조카의 이름을 붙였다.)도 건설하려 했다. 카이사르는 도심을 확장하기 위해 세르비우스 성벽을 파괴하기도 했다. 카이사르가 완공하지 못한 건축물은 옥타비아누스가 완성했다. 카이사르 이후, 로마황제들은 그를 따라 포룸을 건설 및 발전시켰다.
교사와 의사에게 시민권 지급- 카이사르는 로마의 교육과 의료 수준을 향상시키기 위해 교사와 의사에게 시민권을 제공하는 제도를 만들었다.
카르타고와 코린토스 재건- 카이사르는 로마세계의 도시개발을 꾀하여 카르타고와 코린토스를 비롯한 도시들을 재건 및 건설하였다. 이후, 제정시대에 카르타고는 크게 발전하여 아프리카 속주의 주도가 되었다.
금융 개혁- 카이사르는 금융 개혁도 실시하였다. 이자율의 제한을 연리 12% 이하로 정하였고 물가가 폭등한 내전 이전으로 담보물의 가치를 평가하는 것으로 문제를 해결했다.
원로원 체제 약화- 카이사르는 원로원의 권한을 크게 약화시키는 개혁도 진행시켰다. 갈리아를 비롯한 속주의 유력자들에게 원로원의석을 제공하여 원로원의 정원을 900명으로 늘였다. 이는 키케로나 마르쿠스 브루투스 같이 속주민과의 융합을 싫어하는 보수파들의 반발을 사게 되었다. 그리고 그가 일관적으로 반대의사를 표명해왔던 원로원 최종권고를 완전히 폐지해 버려, 원로원의 강권을 박탈했다.
사법 개혁- 카이사르는 사법 개혁도 실시하였다. 앞서 말한 원로원 최종권고를 폐지하여 재판도 받지 않고 로마 시민이 처형당하는 것을 금지한 '셈프로니우스 법'을 부활시켰다. 배심원의 자격조건을 40만 세스테르티우스 이상의 재산을 가진 사람으로 규정하여 배심원 구성비율을 둘러싼 다툼을 종식시켰다. 카이사르는 재판이 나온 뒤의 항소를 민회가 아닌 종신 독재관인 카이사르 자신에게 제기하도록 바꾸었다. 그리고 정치범에 대한 최고형을 사형이 아닌 추방형으로 규정했다.
교통 규제- 카이사르는 혼잡한 로마의 교통을 규제했다. 낮에 수레가 다닐 수 없게 함으로써 교통의 혼잡함을 없애려 하였다. 그러나 수레가 밤에만 다닐 수 있게 되었기 때문에 이 법률로 인해 로마 시민들은 밤에 소음을 들으며 잠을 자야했다.
갈리아 키살피나 주민에게 시민권 지급- 카이사르는 북이탈리아의 주민들에게 로마 시민권을 제공했다. 이것은 갈리아전쟁 당시 카이사르에게 후방지원을 아끼지 않은 것에 대한 보상이었다. 동시에 카이사르가 생각한 본국의 경계는 북이탈리아를 포함한 것임을 보여준다.
치안 대책- 카이사르는 기존에는 없었던 치안대를 만들어 치안대책을 강구했다. 카이사르 이전에 치안대가 없던 까닭에 로마에 정치폭력이 빈번하게 일어났다. 카이사르는 치안대를 만들어 이를 방지하였다.
그 밖의 개혁-그 밖에 늪지를 개척하는 사업과 오스티아 항만 개조, 해방노예 등용을 추진했다.

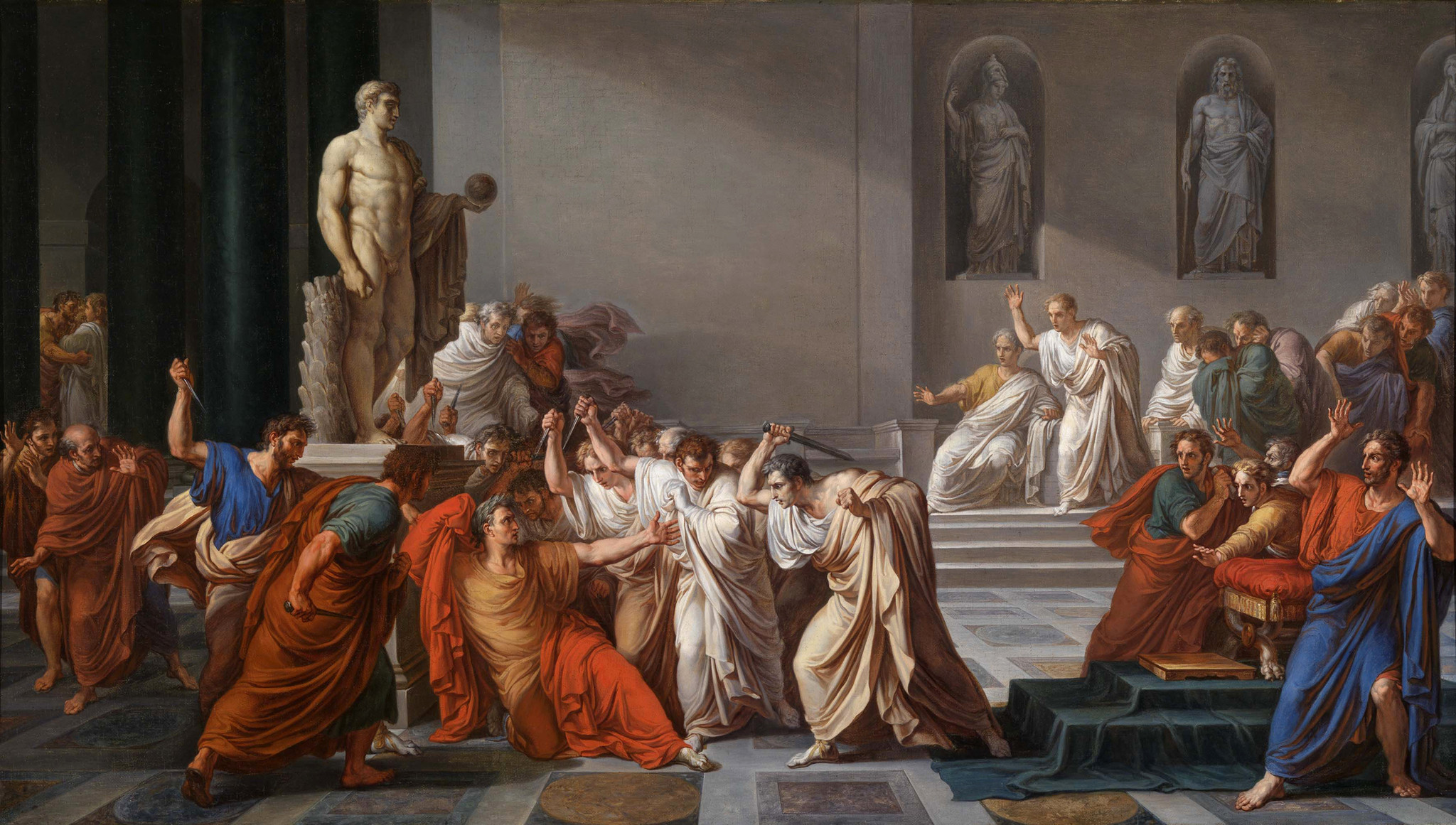
카이사르의 암살

종신 독재관 취임- 기원전 44년 2월 15일 그는 원로원과 민회로부터 종신 독재관에 임명되었고, 성대한 취임식을 거행하였다. 이로써 공화정은 붕괴하고 제정이 사실상 시작되었다.

## 율리우스 카이사르의 암살
기원전 44년 3월 15일(Idus Martias)에 카이사르는 원로원 회의에 참석하기로 되어 있었다. 전날 밤 마르쿠스 안토니우스는 푸블리우스 세르빌리우스 카스카라는 어느 '해방자'로부터 모종의 음모에 대해 어렴풋이 전해 들었으며, 최악의 상황을 우려하여 포룸 계단에서 약간 떨어져서 카이사르 앞으로 갔다. 그러나 카이사르가 마르스 광장에 있는 폼페이우스 극장을 지날 때 원로원 의원 무리가 그를 가로막더니 동쪽 주랑 현관에 붙은 방으로 그를 이끌었다.
플루타르코스에 따르면, 카이사르가 원로원에 다다랐을 때, 원로원 의원인 루키우스 틸리우스 킴베르가 추방당한 자신의 형제를 귀환시켜달라며 청원을 하였다고 한다. 다른 음모자들이 킴베르를 지지하면서 카이사르를 둘러쌌다. 플루타르코스와 수에토니우스 모두 카이사르가 킴베르의 청을 거절하였다고 했는데, 킴베르는 그의 어깨를 잡더니 카이사르의 투니카를 잡아당겼다. 그러나 카이사르가 킴베르에게 "이건 무례한 짓이야!(Ista quidem vis est)"라고 소리쳤다. 이때 카스카가 단검을 빼내 들어 단번에 독재관의 목을 내리찔렀다. 카이사르는 재빨리 뒤돌아보며 팔로 카스카를 잡았다. 플루타르코스는 카이사르가 라틴어로 "카스카, 이 천한 자야, 무슨 짓이냐?"라고 말했다고 썼다. 겁을 먹은 카스카는 그리스어로 "동지들, 도와주시오!"(ἀδελφέ, βοήθει)라고 외쳤다. 순식간에 브루투스를 비롯한 모든 암살자들이 칼을 들어 독재관을 공격하였다. 카이사르는 도망치려 하였으나, 피 때문에 분별을 잃고 발을 헛디뎌 넘어졌으며 주랑 현관 아랫 계단에 무방비로 쓰러지자, 암살자들은 그를 계속 찔러댔다. 에우트로피우스에 따르면, 카이사르를 암살하는 데 60명 혹은 그 이상의 사람들이 가담하였다고 한다. 카이사르는 23번 칼에 찔렸다. 수에토니우스에 따르면, 나중에 의사가 부검하기를, 그의 가슴에 두 번째로 찔린 상처 그 하나가 치명적인 일격이었다고 한다.
독재관이 마지막으로 한 말은 확실히 알려져 있지 않으며, 이는 학자들과 역사가들의 논쟁거리이다. 수에토니우스는 다른 사람들은 카이사르의 마지막 말이 그리스어로 "녀석, 너도냐?"(καὶ σύ, τέκνον)였다고 말했노라고 썼다. 그러나 수에토니우스 자신은 카이사르가 아무 말도 하지 않았다고 썼다. 플루타르코스도 카이사르가 아무 말도 하지 않았으며, 그가 암살자 사이에서 브루투스를 보자 자신의 토가를 끌어올려 머리 위로 뒤집어썼다고 한다. 영어권 지역에서 가장 잘 알려진 그의 마지막 말은 라틴어로 "브루투스, 너마저?"(Et tu, Brute?)인데, 이 말은 셰익스피어의 희곡 "줄리어스 시저"에서 나오는 대사에서 나온 말로, 실제로는 라틴어와 영어가 혼용된 문장 "Et tu, Brute? Then fall, Caesar."의 앞부분 구절이다. 이 말은 역사적 사실로서 근거가 없으며, 셰익스피어가 대사에 라틴어를 쓴 것은 당시 카이사르가 수에토니우스가 기록한 것처럼 그리스어가 아닌, 라틴어를 썼다는 주장과도 무관하며, 단지 이 희곡을 쓴 당시 이미 대중적인 구절이었기 때문이다.
플루타르코스에 따르면, 카이사르가 죽은 뒤에 브루투스는 동료 의원들에게 무언가 말할 듯이 앞으로 걸어 나왔으나, 그들이 건물에서 도망쳤다고 한다. 브루투스와 그의 패거리는 카피톨리누스 언덕으로 나아가 사랑하는 도시를 향해 "로마 사람들이여, 우리는 다시 자유로워졌다!"고 외쳤다. 그러나 연회장에서 도망쳐나온 의원들이 이미 무슨일이 일어났는지 소리쳐 말해서 로마 시민들은 각자 자기 집에 문을 걸어잠그고 틀어박혀 그들에게 아무런 반응도 보이지 않았다.

### 암살 이후
반란자들은 절대권력자의 죽음에 기쁨을 터뜨렸다. 하지만, 카이사르의 죽음이 결국 로마 공화정의 종말로 이어지리라고는 예상하지 못하였다. 갈리아 정복 전부터 카이사르를 열렬히 지지했던 로마의 중류층과 하류층 사람들, 특히 카이사르와 함께 많은 전쟁을 치른 고참병들은 소수의 잘난 귀족 무리가 자신들의 우상을 죽인 데 분노하였다. 카이사르와 떨어져 있었던 안토니우스는 로마 민중의 슬픔을 이용하여 이들의 분노를 벌족파들에게 쏟아버리겠다고 위협하였는데, 아마도 자신이 로마의 지배권을 장악하려는 의도가 있었을 것이다.
그러나 그로서는 놀랍고도 분하게도, 카이사르는 조카의 아들인 가이우스 옥타비아누스를 이미 자신의 유일한 후계자로 정해두었으며, '카이사르'라는 막대한 권위를 지닌 이름을 물려주었다. 그리고 유증을 통해 그에게 유산의 2/3을 지급하였다. 하지만, 유서에는 포로로마노의 시민들에게 자신의 재산에서 한명당 300세스테르티우스를 지급하라는 내용도 있었기 때문에 유산의 2/3은 그리 많지 않은 돈이였다.(300 세스테르티우스는 매우 큰 액수는 아니었으나, 로마 노동자들의 평균 석달치 급료에 해당하는 돈으로 상당히 좋은 선물이었다) 가이우스 옥타비아누스는 위대한 카이사르의 아들이 되었으며, 그리하여 로마 대중 상당수의 충성도 얻게 되었다.
며칠 뒤 로마 포룸에서 카이사르의 장례식이 열렸는데, 안토니우스는 1600여 년 뒤 셰익스피어가 쓴 것처럼("친구들이여, 로마인들이여, 동포여, 들어보시오...") 연설을 하지는 않았으나, 로마의 일반 민중들에게 호소력 있게 카이사르의 죽음 이후 여론을 반영한 극적인 찬사를 바쳤다. 게다가 장례 연설 중에 카이사르의 유언장에 따라 티베리스 강변에 있는 그의 개인 정원은 로마 시민에게 바치며, 모든 로마 시민 등록자에게 300 세스테르티우스씩 선물하기로 발표가 났다. 안토니우스의 장례 연설과 더불어 카이사르의 유증이 알려지면서 대중 사이에서 카이사르의 위상은 더욱 높아졌으며, 죽음에 대한 애도와 암살자에 대한 분노도 높아졌다. 장례식장에서 들끓어오른 군중은 카이사르의 유해를 놓은 장례용 장작에 마른 가지와 가구, 심지어 옷가지까지 던졌으며, 이로 말미암아 불길이 걷잡을 수 없이 번져 포룸이 심각하게 피해를 입었다. 그러자 군중은 브루투스와 카시우스의 집을 공격하였는데, 이들은 간신히 피해 쫓겨났으며 결국 해방자들의 내전의 도화선에 불을 붙이게 된다. 그러나 안토니우스는 다가올 내전의 궁극적인 결과를 예견하지 못하였는데, 특히 카이사르의 후계자에 대해서는 더더욱 그러하였다. 카이사르가 죽을 당시 겨우 19세의 나이였던 옥타비아누스는 상당한 정치 감각을 입증하였으며, 안토니우스가 새로운 내전의 첫 단계에서 데키무스 브루투스와 상대하는 동안, 옥타비아누스는 당초 빈약했던 자신의 입지를 굳혔다.
그리스에 막대한 군대를 거느리고 있던 브루투스와 카시우스와 싸우기 위하여 안토니우스는 카이사르의 전쟁 자금과 병사가 필요하였으며, 카이사르의 이름이 지닌 명분과 정당성도 있어야 했다. 기원전 43년 11월 27일 티티우스 법(lex Titia)이 통과되어 안토니우스와 옥타비아누스, 그리고 카이사르에 충성하던 기병 지휘관 레피두스 세 사람의 제2차 삼두 정치가 공식적으로 결성되었다. 삼두 정치는 기원전 42년에 공식적으로 카이사르를 '율리우스 신'(Divus Iulius)으로 신격화하였으며, 그에 따라 옥타비아누스는 '신의 아들'(Divi filius)이 되었다. 카이사르가 자신의 관대함 때문에 암살당한 것을 아는 제2차 삼두 정치의 세력자들은 술라 이후에 쓰인 적이 없는 숙청의 공포를 다시 일으켰다. 이들은 브루투스와 카시우스에 대항하여 두 번째 내전에서 45개 군단을 유지할 자금을 확보하기 위하여 수많은 반대자들을 합법적으로 살해하였다. 안토니우스와 옥타비아누스는 필리피에서 공화정파를 격퇴하였다.
이후 마르쿠스 안토니우스는 카이사르의 정부였던 클레오파트라와 결혼하였는데, 로마를 지배할 발판으로 이집트의 어마어마한 부를 이용하기 위해서였다. 옥타비아누스는 안토니우스와 클레오파트라의 연합군에 맞서 세 번째 내전을 벌인다. 이 마지막 내전에서 악티움 해전을 기점으로 옥타비아누스가 승세를 잡게 되고, 결국 카이사르 아우구스투스라는 신적인 이름을 달고 로마 제국의 첫 황제가 되었다.
당초 율리우스 카이사르는 파르티아와 캅카스, 스키타이를 침공하고, 동유럽을 가로질러 게르마니아에 다시 진출할 준비를 하고 있었다. 카이사르가 암살되면서 이러한 계획은 좌절되었다. 그의 후계자들은 파르티아와 게르마니아를 정복하고자 하였으나, 영속적인 성과를 얻지는 못하였다.

### 사후
카이사르에게는 무덤이 없다. 그의 유해는 포로 로마노에서 화장되었는데, 불길이 꺼져갈 무렵 내린 세찬 비에 유해를 태운재가 씻겨갔기 때문이다.

## 건강
플루타르코스의 기록에 근거하여, 간혹 카이사르가 뇌전증을 앓았다고 여겨지기도 한다. 오늘날 학계에서는 이 문제를 놓고 날카롭게 대립하고 있으며, 또 특히 기원전 80년대에 술라가 처벌자 명단을 공개하던 당시 그가 말라리아에 걸린 것은 이보다는 더욱 확실하다.
카이사르는 부분적으로 발작 증세를 보였던 것 같은 기록이 네 가지가 있다. 또 그는 아마도 어린 시절에 소발작(absence seizure)을 증세가 있었던 것 같다. 이렇듯 그의 발작에 대한 가장 최초의 기록은 카이사르 사후에 태어난 사람인 수에토니우스의 글이다. 그가 뇌전증 환자였다는 주장에 대해 일부 의학 역사가들은 그의 병이 뇌전증성 발작을 유발하는 저혈당증이라는 반론을 제기하기도 한다.

## 저서

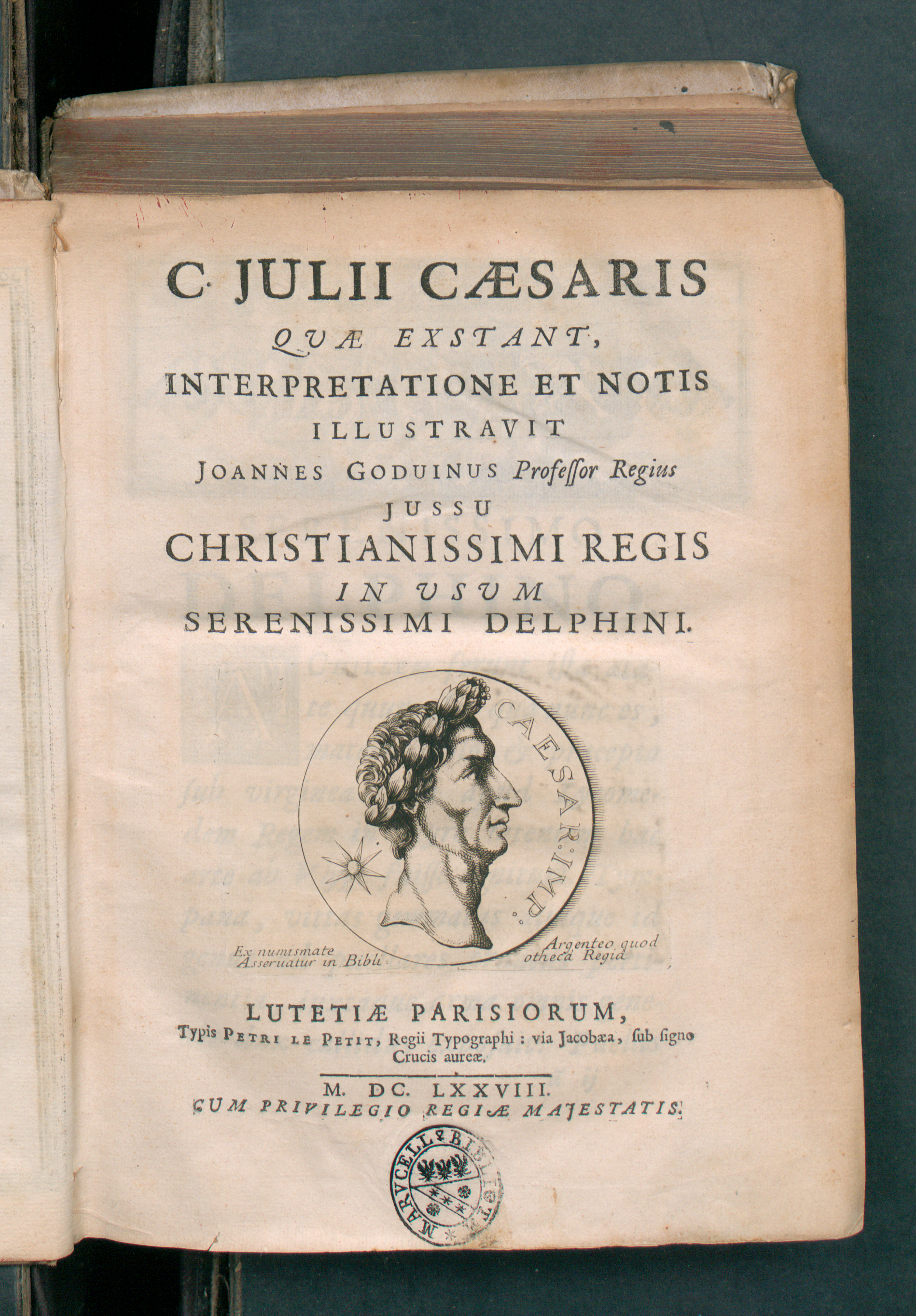
C. Iulii Caesaris quae extant, 1678

카이사르는 생전에 로마에서 훌륭한 웅변가이자 산문 작가로 인정받았으며, 키케로도 카이사르의 수사와 문체를 높이 평가하였다. 그는 카이사르의 대표작인 갈리아 전쟁기가 "알몸과 같고 순수하며 의복과 같은 미사여구를 죄다 벗어 던져버렸을 때 생겨나는 매력으로 충만해있다"며 이어 "카이사르는 역사를 쓰려는 자들에게 사료를 제공할 작정으로 썼을지  모르나, 그 은혜를 입는 자들은 군더더기를 덧붙여 화려하게 장식한 역사를 쓰는  바보들뿐이고, 사려 깊고 현명한 이들에게는 역사를 쓸 의욕마저 꺽어버리는 결과를 낳았다." 라고 평가했다. 그의 유명한 작품 가운데는 마리우스의 아내인 아주머니 율리아의 장례 연설과, 키케로의 소 카토 회고에 대응하여 카토를 비난한 글인 안티카토네스(反카토)가 있다. 불행히도 그의 글과 연설문 상당수는 유실되었다.가장 큰 원인은 그의 사후에 그가 신격화 됨에 따라 아우구스투스에 의해 갈리아 전기와 내란기등 몇몇 문서들을 제외한 그와 관련된 글과 연설문들의 전량 회수 및 폐기를 명령했기 때문이다.
그가 쓴 회고록으로는 갈리아 전기와 내란기가 있는데, 전자는 갈리아 전쟁 당시 갈리아와 브리타니아에서 벌인 군사 작전을 기록하였으며, 후자에서는 이집트에서 폼페이우스가 죽은 직후에 일어난 내전을 다루었다. 또 각각 알렉산드레이아, 북아프리카, 이베리아 반도에서 수행한 전투에 대해 쓴 알렉산드리아 전기(De Bello Alexandrino), 아프리카 전기(De Bello Africo), 히스파니아 전기(De Bello Hispaniensi) 이 세 저작도 역사적으로 카이사르의 것으로 알려졌으나, 실제 저자 여부는 불투명하다.
이러한 저서의 줄거리는 당시 전쟁 중이나 직후에 "전선에서 급송한 공문서"로서, 1년 단위로 써서 출간되었다. 카이사르의 저서는 문체면에서 분명하게 단순하고 직설적이나, 사실은 대단히 복잡하고 그의 정치적 주장을 선전하는 방향으로 미묘하게 편향되어 있고 특히 로마나, 이탈리아, 속주의 평범한 소귀족 독자를 대상으로 삼고 있다.

## 가계
- 할아버지 : 루키우스 카이사르
- 아버지 : 가이우스 율리우스 카이사르
- 어머니 : 아우렐리아
- 첫 번째 아내 : 코수티아(파혼)
- 두 번째 아내 : 코르넬리아 킨나, 킨나의 딸,
  - 딸 : 율리아, 대 폼페이우스의 후처로 시집보냄
  - 양자 : 아우구스투스
- 클레오파트라 7세
  - 아들 : 프톨레마이오스 16세 카이사리온
- 큰누나 : 율리아 카이사리아, 루키우스 피나리우스와 결혼, 퀸투스 페디우스와 재혼
- 작은누나: 율리아 카이사리아[147]
- 매부 : 아티우스
  - 조카딸 : 아티아
  - 조카사위 : 옥타비우스
  - 조카사이 : 필리푸스, 아티아의 두번째 남편
- 고모부 : 가이우스 마리우스

## 연표
- 기원전 100년 - 가이우스 율리우스 카이사르 7월 12일 로마의 서민지역인 수부라 지구에서 탄생.
- 기원전 85년 - 아버지 사망. 집정관 킨나의 딸 코르넬리아와 결혼.
- 기원전 82년 - 술라의 이혼 명령을 거부하고 소아시아로 도피. 미누키우스 총독의 군대에 지원하여 참모가 됨.(~81년)
- 기원전 80년 - 미누키우스의 레스보스섬 공략전에 참가.
- 기원전 78년 - 술라 사망. 로마로 귀국.
- 기원전 77년 - 변호사 개업을 하고 당시 권력자들을 고소하지만 실패.
- 기원전 76년 - 고소 실패로 로도스섬으로 도피 유학을 가던중 해적의 습격으로 포로가 되 몸값을 주고 석방후 해적 소탕.
- 기원전 73년 - 로마로 귀국해 제사장 및 대대장이 됨.
- 기원전 70년 - 회계감사관에 취임(~69년). 먼 에스파냐에 부임. 귀국후 원로원 의원이 되다.
- 기원전 68년 - 고모의 장례식에서 대담한 추도연설을 행함. 아내 코르넬리아 사망.
- 기원전 65년 - 안찰관에 취임. 자비로 아피아 가도를 보수하고 화려한 검투시합을 개최.
- 기원전 63년 - 최고 제사장에 취임. '카틸리나 역모사건'에 대해 키케로, 소 카토와 논전.
- 기원전 62년 - 법무관에 취임. 후처 폼페이아에 얽힌 귀족 클라우디우스의 스캔들 때문에 아내와 이혼.
- 기원전 61년 - 먼 히스파니아 총독으로 부임해 현지인인 발부스를 등용. 대서양 연안을 평정.
- 기원전 60년 - 카이사르, 귀국하여 이듬해 집정관에 출마. 폼페이우스·크라수스와 손잡고 삼두정치 결성.
- 기원전 59년 - 집정관에 취임. 농지법과 공직자에 대한 율리우스 법을 가결.
- 기원전 58년 - 갈리아 전쟁 1년째. 카이사르, 갈리아 총독에 부임. 헬베티족과 아리오비스투스 격파.
- 기원전 57년 - 갈리아 전쟁 2년째. 갈리아 북동부 경계선에 진출하여 벨가이 반란군을 격파하고 각 지방을 평정.
- 기원전 56년 - 갈리아 전쟁 3년째. 카이사르·크라수스·폼페이우스의 루카 회담. 갈리아 각 지방을 평정.
- 기원전 55년 - 갈리아 전쟁 4년째. 게르만족을 공격하여 대승. 제1차 브리타니아 원정. 어머니 아우렐리아 사망.
- 기원전 54년 - 갈리아 전쟁 5년째. 제2차 브리타니아 원정. 암비오릭스의 반란. 카이사르, 반란군을 격파. 딸 율리아 사망.
- 기원전 53년 - 갈리아 전쟁 6년째. 갈리아 북동부의 모든 부족을 평정.
- 기원전 52년 - 갈리아 전쟁 7년째. 갈리아 대반란이 일어남. 카이사르, 게르고비아를 공격하러 가지만 성공하지 못하고 철수. 알레시아 공방전에서 베르킨게토릭스를 격파. '갈리아 전쟁기' 전7권 간행
- 기원전 51년 - 알레시아 공방전의 전후 처리로 모든 부족을 복종시키고 평정 '갈리아의 로마화'에 착수.
- 기원전 50년 - 북이탈리아 속주로 귀환.
- 기원전 49년 - 원로원, 카이사르에게 '원로원 최종 권고'를 결의. 1월 12일 라벤나를 떠난 카이사르, 1개 군단을 이끌고 루비콘강을 도하("주사위는 던져졌다!"). 내전의 시작. 일레르다 전투 승리. 이듬해인 기원전 48년도 집정관에 선출.
- 기원전 48년 - 카이사르, 그리스에 상륙. 파르살루스 전투. 폼페이우스를 상대로 완벽한 승리. 카이사르, 알렉산드리아에 상륙. 이집트인들과 벌인 알렉산드리아 전쟁에서 승리.
- 기원전 47년 - 『내전기』 전3권 완성. 소아시아에 상륙, 카파도키아 지방의 젤라에서 파르나케스를 격파("왔노라, 보았노라, 이겼노라").
- 기원전 46년 - 탑수스 전투에서 스키피오군을 대파. 로마에 귀환. 네 차례의 개선식을 거행. 내전이 사실상 종결. 각종 개혁 실시. 율리우스력(태양력) 채택. 국립 조폐소를 창설.
- 기원전 45년 - 히스파니아 속주에서 반카이사르파가 봉기하자 히스파니아로 떠나 문다 전투에서 폼페이우스를 격파.
- 기원전 44년 - 2월 로마 원로원과 민회, 카이사르를 종신 독재관에 임명. 3월 15일 카이사르, 카피톨 신전(원로원 회의장)인 폼페이우스 회랑에서 브루투스 일당에게 암살.

## 같이 보기
- 카이사르 암호

## 참고 자료
1차 출처
카이사르 본인의 작품
- Forum Romanum Index to Caesar's works online (라틴어 원문과 영어 번역)
- omnia munda mundis 갈리아 전기 하이퍼텍스트

고대 역사서
- , Book 13 (영어 번역)
- Cassius Dio, Books 37–44 (영어 번역)
- Plutarch on Antony (영어 번역, Dryden판)
- Plutarch: The Life of Julius Caesar (영어 번역)
- Plutarch: The Life of Mark Antony (영어 번역)
- Suetonius: The Life of Julius Caesar. (라틴어 원문과 영어, cross-linked: the English translation by J. C. Rolfe)
- Suetonius: The Life of Julius Caesar 보관됨 2011-02-01 - 웨이백 머신 (J. C. Rolfe 영어 번역, 수정판)

2차 출처
- M.하이켈하임, 프리츠; 세드릭 A. 요, 앨런 M. 워드 (10). 《로마사(A History of the roman people)》. 서울: 현대지성사. 140쪽. ISBN 89-8347-011-9.
- Canfora, Luciano (2006). 《Julius Caesar: The People's Dictator》. Edinburgh University Press. 0-748-61936-4.
- Freeman, Philip (2008). 《Julius Caesar》. Simon and Schuster. ISBN 0-743-28953-6.
- Goldsworthy, Adrian (2006). 《Caesar: Life of a Colossus》. Yale University Press. 0-300-12048-6.
- Holland, Tom (2003). 《Rubicon: The Last Years Of The Roman Republic》. Anchor Books. 1-4000-7897-0.
- Jiménez, Ramon L. (2000). 《Caesar Against Rome: The Great Roman Civil War》. Praeger. 0-275-96620-8.
- Kleiner, Diana E. E. (2005). 《Cleopatra and Rome》. Harvard University Press. 0-674-01905-9.
- Meier, Christian (1996). 《Caesar: A Biography》. Fontana Press. ISBN 0-006-86349-3.
- Weinstock, Stefan (1971). 《Divus Julius》. Oxford University Press. 978-0198142874.